# Companhia Ituana de Estradas de Ferro
A Companhia Ituana de Estradas de Ferro - CIEF origina-se  de uma  concessão outorgada em  1870, para a ligação entre Itu (Ytu) e a São Paulo Railway em Jundiaí. A linha entre Jundiaí e Itu foi inaugurada em 1873, atingindo Piracicaba em 20 de fevereiro de 1877.
Em 1892 ocorreu a fusão entre a Estrada de Ferro Ituana e a Estrada de Ferro Sorocabana, e a nova empresa  passa a se chamar Companhia União Sorocabana e Ituana, que funcionou até 1904.
Após a fusão, a rede passa a contar com 905 quilômetros, sendo 422 da Estrada de Ferro Sorocabana, 261 da E.F. Ituana e 222 quilômetros de linhas fluviais, de Porto João Alfredo a Porto Ribeiro, e de Porto Martins à Barra do Rio Piracicaba.
Formou-se assim uma grande linha-tronco, que viria a transformar a Estrada de Ferro Sorocabana, no estado de São Paulo, em uma radial de suma importância para a penetração e o desenvolvimento das áreas a sudoeste do estado.
Em 1904, foi decretada a falência da Companhia União Sorocabana e Ituana, que passou  ao controle do governo federal, sendo vendida em 1905 ao governo do estado de São Paulo.
A partir daí desaparece oficialmente o nome Ituana, que continuou, no entanto, a ser carinhosamente lembrado pelos habitantes da região e pela própria Sorocabana, que se referia aos trilhos da antiga Ituana como secção Ituana.

## História

### Antecedentes

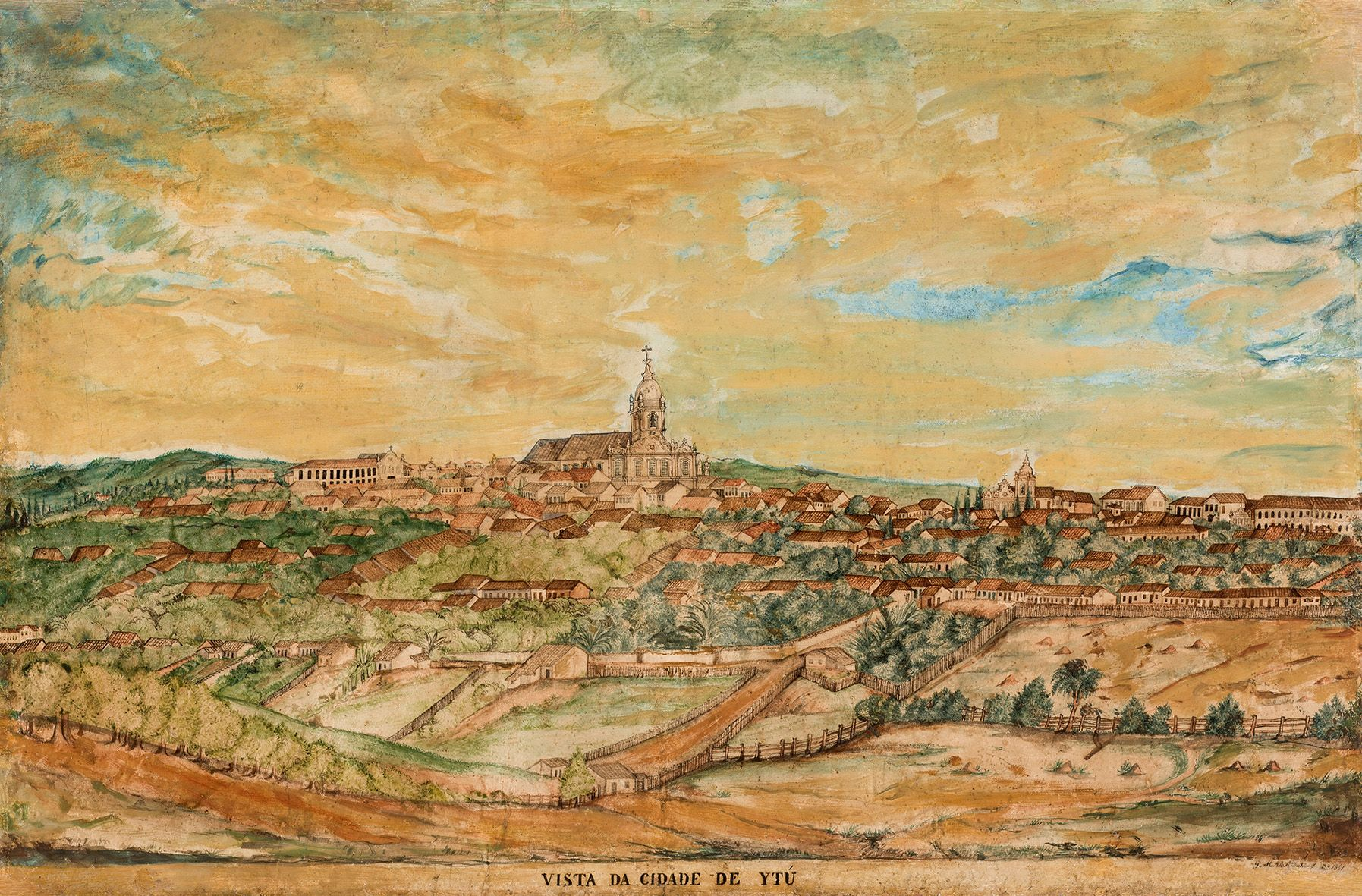
Vista de Itu, 1850.

A província de São Paulo cresceu lentamente até a década de 1860 quando foi aberta a primeira estrada de ferro. Construída com capitais do Barão de Mauá e de capitalistas britânicos, a São Paulo Railway ligava o porto de Santos a cidade de Jundiaí. Nesta última recebia carregamentos de café e outras safras das fazendas da província, facilitando em muito o transporte. Os fazendeiros paulistas passaram a pleitear aos ingleses donos da ferrovia a sua expansão além de Jundiaí para Campinas, Rio Claro, Botucatu, Sorocaba e outras importantes cidades do interior paulista. A recusa dos ingleses em prolongar a ferrovia até Campinas, anunciada em janeiro de 1868, fez com que grupos de fazendeiros e comerciantes se unissem para implantar suas próprias estradas de ferro. A primeira delas, a Companhia Paulista, surgiu em 1868 com a promessa de ligar Jundiaí a Campinas. A segunda delas formou-se em Itu dois anos depois.

### Fundação da Companhia Ituana

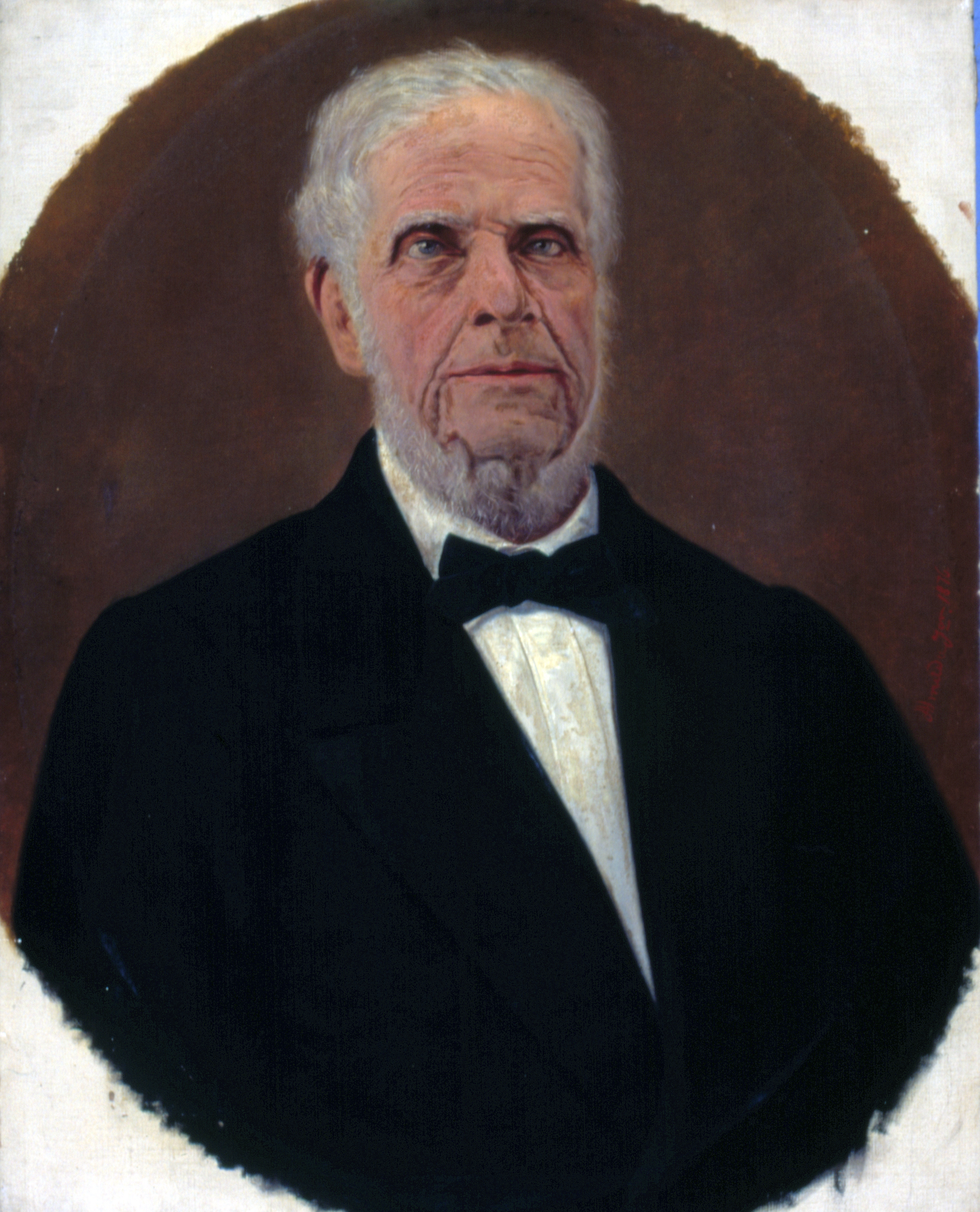
Antonio Paes de Barros, Primeiro Barão de Piracicaba, foi o principal acionista da Ituana em seus primeiros anos.

Incentivados pela criação da Companhia Paulista, um grupo de fazendeiros e comerciantes de Itu liderados pelo Barão de Piracicaba reuniu-se em um projeto de uma estrada de ferro para ligar Jundiaí a Itu. Este projeto atraiu empresários de Sorocaba, liderados por Roberto Dias Baptista (maior produtor de algodão da província), que tencionavam a ampliação do projeto até aquela cidade.  O Barão de Piracicaba convidou o presidente da província Antônio Cândido da Rocha e os interessados naquele projeto na Câmara Municipal de Itu para discutir a formação de uma empresa para construir a estrada de ferro entre Itu e Jundiaí em uma reunião realizada em 20 de janeiro de 1870. Até aquele momento, os empresários e fazendeiros de Itu haviam conseguido levantar capital suficiente para financiar a metade do empreendimento e esperava-se que o grupo de Sorocaba, liderado por Baptista, financiasse a outra metade.
Apesar dos apelos de Baptista, seu sócio Luís Mailasky e dos sorocabanos presentes (mais tarde o deputado provincial Francisco Ribeiro de Escobar alegou que Mailasky havia aprovado um acordo prévio para a construção da ferrovia entre Itu e Sorocaba e depois o rejeitado na reunião de 20 de janeiro), a proposta de ampliação do projeto até Sorocaba foi rejeitada, retirando-se da reunião os empresários sorocabanos. A rejeição da proposta de Baptista teve consequências funestas para o projeto ituano no futuro. Durante o caminho de volta para Sorocaba, Mailaski e Baptista resolveram fundar sua própria empresa, a Companhia Sorocabana (que acabou se tornando maior e incorporou a ferrovia Ituana vinte anos depois). na Assembléia Pronvicial, os deputados discutiram sobre os incentivos públicos pleiteados pelas duas companhias e a chance delas acabarem exaurindo seus recursos com o mesmo objetivo.  Apesar do governo provincial de Cândido da Rocha aprovar a Lei 34, que previa a construção da Ituana (Jundiaí-Itu) e da Sorocabana (Sorocaba-Itu) e o tráfego mútuo entre as empresas, a Sorocabana recusou a proposta e optou por um traçado entre Sorocaba e São Paulo, capital da província.
Ao final da reunião foi formalmente criada a "Companhia Ituana de Estradas de Ferro", formada com um capital de 2.500 contos de réis, divididos em 12.500 ações de 200$000 cada uma. A empresa reuniu entre seus acionistas o Barão de Piracicaba (maior acionista), José Elias Pacheco Jordão (ex-presidente da Província e líder da família Pacheco, grupo que detinha o controle político de Itu), os importantes fazendeiros João Tibiriçá Piratininga e Francisco Emydio da Fonseca, o nobre Bento Dias de Almeida Prado, o empresário Diogo Antônio de Barros, o engenheiro Antônio de Queirós Teles Júnior, entre outros.
Em 10 de junho desse mesmo ano foram, em assembléia geral, discutidos e aprovados os estatutos dessa Companhia, estatutos esses que foram aprovados pelo Governo Imperial pelo decreto de 30 de julho. Por contrato de 10 de outubro desse mesmo ano o Governo, fundado na lei citada, concedeu a Companhia Ytuana os mesmos favores concedidos à Companhia Paulista, privilégio de zona de 31 quilômetros para cada lado do eixo e o privilégio por 90 anos para a construção, uso e custeio da estrada de Itu a Jundiaí. Foi fixado que, durante os cinco primeiros anos, poderiam ser transportados gratuitamente mil imigrantes por ano.

### Projeto e obras
O traçado foi projetado pelo engenheiro britânico Newton Bennaton. Bennaton, projetista requisitado e responsável por projetos da São Paulo Railway e da Companhia Paulista, projetou um traçado de 68 quilômetros e seis estações. A bitola escolhida foi de 960 mm e a declividade máxima de 1%. 
Apesar do projeto inicial se resumir a ligação entre Jundiaí (onde iria encontrar a ferrovia inglesa e a Cia. Paulista) e Itu, havia expectativa da Ituana ser ampliada rumo a Botucatu e outras cidades.
Com a apresentação do projeto apenas contemplando a ligação Itu-Jundiaí, parte da sociedade contestou o projeto da Companhia Ituana de se limitar a esse traçado. O Correio Paulistano publicou entre 25 e 28 de maio de 1870 uma série de três artigos defendendo a construção de uma linha entre Itu e São Paulo, capital da província, seguindo o vale do Rio Tietê.  
Em abril de 1870 a Cia. Ituana contratou os engenheiros Carlos Krauss, Berrini, Habssheram e Fernando Schleicher para estudar a implantação do traçado de Bennaton.
Mas o seu traçado acabou sofrendo contestações por parte da São Paulo Railway e da Companhia Paulista. A Companhia Paulista desenvolvia seu traçado entre Jundiaí e Campinas desde 1869, iniciando suas obras em 1870. De acordo com o projeto, a Companhia Paulista teria uma zona exclusiva de cinco léguas (cerca de 31 quilômetros) de cada lado dos seus trilhos, onde nenhuma outra empresa poderia construir estações ou construir vias paralelas ou entroncamentos sem total anuência da empresa. Desde o início, a Companhia Ituana acabou por violar essa zona exclusiva da Companhia Paulista, algumas vezes de forma proposital e outras de forma involuntária.
Em maio de 1870 os engenheiros contratados pela Companhia Ituana instalaram estacas topográficas dentro da faixa de áreas já desapropriadas pela Companhia Paulista, inclusive no eixo do projeto da ferrovia Jundiaí-Campinas. As estacas da Companhia Ituana foram arrancadas pelos operários da Companhia Paulista. A Ituana protestou contra a Paulista, afirmando que teria direitos sobre aquelas terras. Após a Companhia Paulista ameaçar judicializar a disputa, a Companhia Ituana propôs de forma não oficial um acordo no qual a Paulista faria uma estação de transbordo próximo ao entroncamento com a ferrovia Ituana. O presidente da Companhia Paulista rejeitou o acordo. Posteriormente o presidente da província resolveu mediar o conflito entre as duas empresas. Apesar de terem entrado em acordo, a disputa fez com que surgisse uma animosidade da Companhia Paulista para com a Ituana, que acabou refletindo negativamente na expansão desta última.
"...Os proveitos que tiramos do entroncamento da linha Ituana são tão escassos, os antecedentes da simples vizinhança com ela são tão cheios de incômodos para nós, que mal avisados iriamos se hoje quebrássemos lanças para estreitar relações, que tantos dissabores prometem, se calcularmos o futuro pelo passado.

Não: é melhor correr uma esponja nos sucessos anteriores, como disse a Diretoria Ituana no final de seu relatório, e caminhe nossa irmã longa
jornada de prosperidade e progresso, mas longe de nós!

Estes são os votos da Diretoria da Companhia Paulista— Trecho do Relatório da Companhia Paulista de Estradas de Ferro de 1870
A 26 de novembro de 1870, com grande solenidade e com a presença do Presidente da Província, foi batida a primeira estaca, sendo os serviços dessa construção entregues a direção do engenheiro Dr. Aristides Galvão de Queiroz. O início das obras, presidido pelo presidente da província e assistido por acionistas da Ituana e a população, se deu em Salto às 11 horas da manhã de 26 de novembro de 1870.
Foram necessários 97 mil dormentes para assentar os sessenta e oito quilômetros de via.  
As encomendas dos trilhos e material rodante foram feitas junto ao principal importador de máquinas estabelecido em Santos, José Ricardo Wright. Wright havia preparado uma grande proposta de fornecimento para a Companhia Paulista, tendo a empresa ferroviária desistido do negócio com o importador e optado por enviar seu engenheiro ao Reino Unido para negociar diretamente com as empresas fabricantes. A proposta rejeitada da Companhia Paulista serviu de base para a proposta de Wright para a Ituana.
No dia 14 de novembro de 1872, a Cia. Ituana inaugura seu primeiro trecho de linha, ligando Jundiaí à Pimenta, hoje município de Indaiatuba. Em 17 de abril de 1873 a linha é estendida até Itu. A  viagem inaugural foi conduzida pela locomotiva britânica de seis rodas batizada "Caramuru", conduzindo seis carros.
Diferenciando da bitola da São Paulo Railway e da Companhia Paulista, a Cia Ituana adotou em suas linhas a bitola estreita de 96 cm, com a inconveniência da necessidade da baldeação em seu ponto inicial, Jundiaí.

### Expansão
Ainda em 1873, a Ituana deu início ao Ramal de Piracicaba, saindo de Itaici, na linha-tronco, para Capivari e Piracicaba (então denominada Constituição), obtendo, para tanto, a necessária autorização pelo ato de 17 de maio de 1872, que permitiu a construção das mencionadas linhas, “observando, porém, que essa autorização não importasse em concessão de privilégio de zona, nem em garantia de juros, e assim também que não fossem prejudicados direitos de terceiros, entendendo-se nesse sentido como se já tivesse sido concedida uma zona de 31 quilômetros para a empresa que se encarregasse do prolongamento da estrada de Campinas ao Rio Claro, a favor da qual uma lei da assembléia provincial, do ano anterior, outorgara o privilégio de zona”.
Em 21 de outubro de 1875 a Ituana chega a Capivari. Em 10 de outubro de 1876 chega a Rio das Pedras. Em 20 de fevereiro de 1877 chega a Constituição, renomeada meses depois como Piracicaba. A Companhia Paulista de Estradas de Ferro chegaria a Piracicaba 45 anos depois, em 1922.
Em novembro de 1883, a Companhia conseguiu a concessão para prolongamento de sua linha de Piracicaba a São Pedro. Poucos anos depois, a Cia. Ituana resolveu adquirir a navegação nos rios Piracicaba e Tietê, e planejou a linha férrea de Porto Martins a São Manuel de Botucatu. Adquiriu, na mesma época, a linha férrea do Engenho Central de Piracicaba. No rio Piracicaba, a navegação iria desde o canal torto – ponto extremo da via férrea do Engenho Central – até sua foz no rio Tietê. Já a navegação no Tietê, se prolongaria até ao Salto do Avanhandava.
Com 41 quilômetros, a linha férrea de Porto Martins a São Manuel foi aberta em 1888. Este ramal era na prática uma continuação do ramal de João Alfredo (Artemis) e da navegação fluvial pelos rios Piracicaba e Tietê, da própria Ituana. Com ela, a extensão total das linhas da Cia. Ituana passou a ser de 220 quilômetros.
Em 1892 ocorreu a fusão da Companhia Ituana com a Companhia Sorocabana de Estradas de Ferro, dando origem à Companhia União Sorocabana e Ituana de propriedade do Conselheiro Mayrink. O trecho ligando Itu a Mairinque foi construído e a bitola foi ampliada para 1 metro, vindo assim ficar Itu com duas vias de comunicação para São Paulo, uma por Jundiaí e outra por Mairinque.
Em 21 de setembro de 1904, já como massa falida, desaparece a Companhia União Sorocabana e Ituana, encampada pelo Governo Federal. O nome Ituana desaparece oficialmente.
A linha tronco original da Ituana entre Francisco Quirino, pouco além de Itaici, e Jundiaí foi eliminada em meados dos anos 1970. O tráfego de passageiros havia sido eliminado em 1971. O Ramal de Piracicaba foi sendo progressivamente desativado até o início dos anos 1990. O trecho entre Piracicaba e São Pedro havia sido desativado na década de 1960.
Durante a década de 1980, trechos da linha que passavam nas áreas urbanas de Salto e Itu foram desativados. Uma nova linha modificada e retificada ligando Boa Vista, em Campinas, a Guaianã, em Mairinque foi entregue, com bitola mista e aproximadamente 104 km de extensão, conhecida como Variante Boa Vista-Guaianã.
A locomotiva nº 1 da Companhia Ituana pode ser visitada no Museu Ferroviário de Indaiatuba. A centenária máquina continua funcionando.

### Trem turístico
Após 15 anos de obras, realizadas pelas prefeituras de Itu e de Salto, com apoio do DNIT, foi inaugurado em 19 de dezembro de 2020 um serviço de trem turístico entre as estações de Itu e Salto, denominado Trem Republicano. Ele é operado pela Serra Verde Express e seus carros têm nomes de personalidades republicanas brasileiras.

## Estações
Linha Tronco
| Estação                   | Integração                                    | Plataformas        | Situação atual                                        |
| ------------------------- | --------------------------------------------- | ------------------ | ----------------------------------------------------- |
| Estação Jundiaí           | SPR                                           | Laterais e Central | Estação da Linha 7 do Trem Metropolitano de São Paulo |
| Estação Ermida            | -                                             | Lateral            | Moradia                                               |
| Estação Cesário Mota      | -                                             | Lateral            | Provavelmente demolida                                |
| Estação Itupeva           | -                                             | Lateral            | Biblioteca Municipal de Itupeva                       |
| Estação Montserrat        | -                                             | Lateral            | Igreja                                                |
| Estação Quilombo          | -                                             | Lateral            | Escola                                                |
| Estação Francisco Quirino | Ramal de Campinas - EFS                       | Lateral            | Abandonada                                            |
| Estação Itaici            | Ramal de Campinas - EFS e Ramal de Piracicaba | Lateral e Central  | Centro Cultural                                       |
| Estação Pimenta           | Ramal de Campinas - EFS                       | Lateral            | Abandonada                                            |
| Estação Salto             | Ramal de Campinas - EFS                       | Lateral            | Estação de trem turístico                             |
| Estação Itu               | Ramal de Campinas - EFS                       | Lateral            | Estação de trem turístico                             |

Ramal de Piracicaba
| Estação                  | Integração       | Plataformas       | Situação atual                            |
| ------------------------ | ---------------- | ----------------- | ----------------------------------------- |
| Estação Itaici           | Linha Tronco     | Lateral e Central | Centro Cultural                           |
| Estação Indaiatuba       |                  | Lateral           | Museu Ferroviário                         |
| Estação Bela Vista       | -                | Lateral           | Moradia                                   |
| Estação Espírito Santo   | -                | Lateral           | Fechada                                   |
| Estação Cardeal          | -                | Lateral           | Fechada                                   |
| Estação Chave Stein      | -                | Lateral           | Fechada                                   |
| Estação Elias Fausto     | -                | Lateral           | Câmara Municipal de Elias Fausto          |
| Estação Chave Queluz     | -                | Lateral           | Demolida                                  |
| Estação Tibúrcio         | -                | Lateral           | Demolida                                  |
| Estação Capivari         | -                | Lateral           | Guarda Municipal                          |
| Estação Rafard           | -                | Lateral           | Secretaria de Cultura e Turismo de Rafard |
| Estação Chave Leopoldina | -                | Lateral           | Provavelmente demolida                    |
| Estação Mombuca          | -                | Lateral           | Demolida                                  |
| Estação Chave do Barão   | -                | Lateral           | Demolida                                  |
| Estação Rio das Pedras   | -                | Lateral           | Demolida                                  |
| Estação Piracicaba       | -                | Laterais          | Rodoviária de Piracicaba                  |
| Estação Barão de Resende | -                | Lateral           | Demolida                                  |
| Estação Montana          | Ramal de Artêmis | Lateral           | Demolida                                  |
| Estação Costa Pinto      | -                | Lateral           | Fechada                                   |
| Estação Recreio          | -                | Lateral           | Posto de Saúde de Charqueada              |
| Estação Paraisolândia    | -                | Lateral           | -                                         |
| Estação Charqueada       | -                | Lateral           | Fechada                                   |
| Estação São Pedro        | -                | Lateral           | Demolida                                  |

Ramal de Artêmis
| Estação          | Integração          | Plataformas | Situação atual         |
| ---------------- | ------------------- | ----------- | ---------------------- |
| Estação Montana  | Ramal de Piracicaba | Lateral     | Demolida               |
| Estação Torquato | -                   | Lateral     | Provavelmente demolida |
| Estação Artêmis  | -                   | Lateral     | Fechada                |

## Galeria de fotos

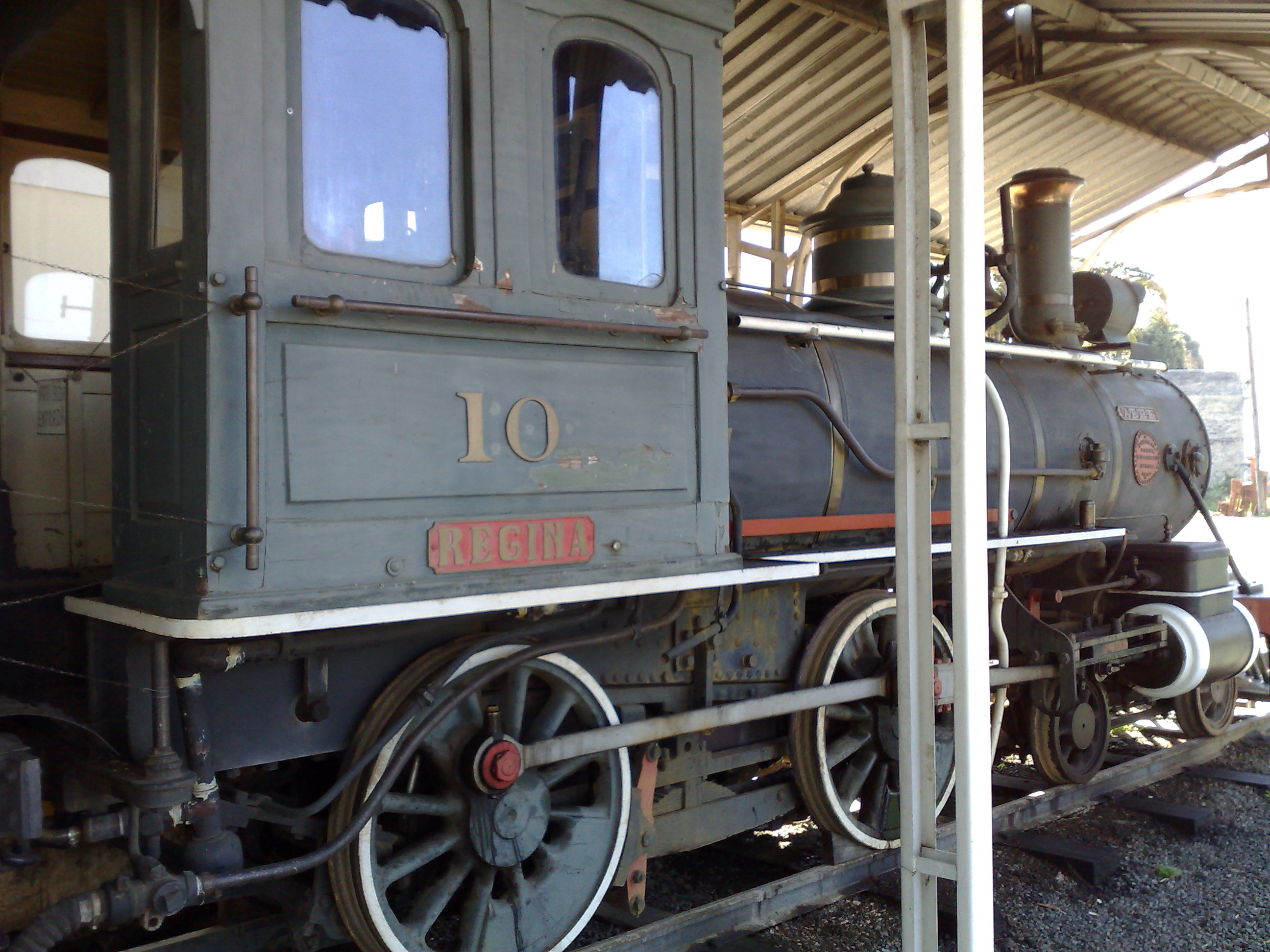
Número 1 da Ytuana
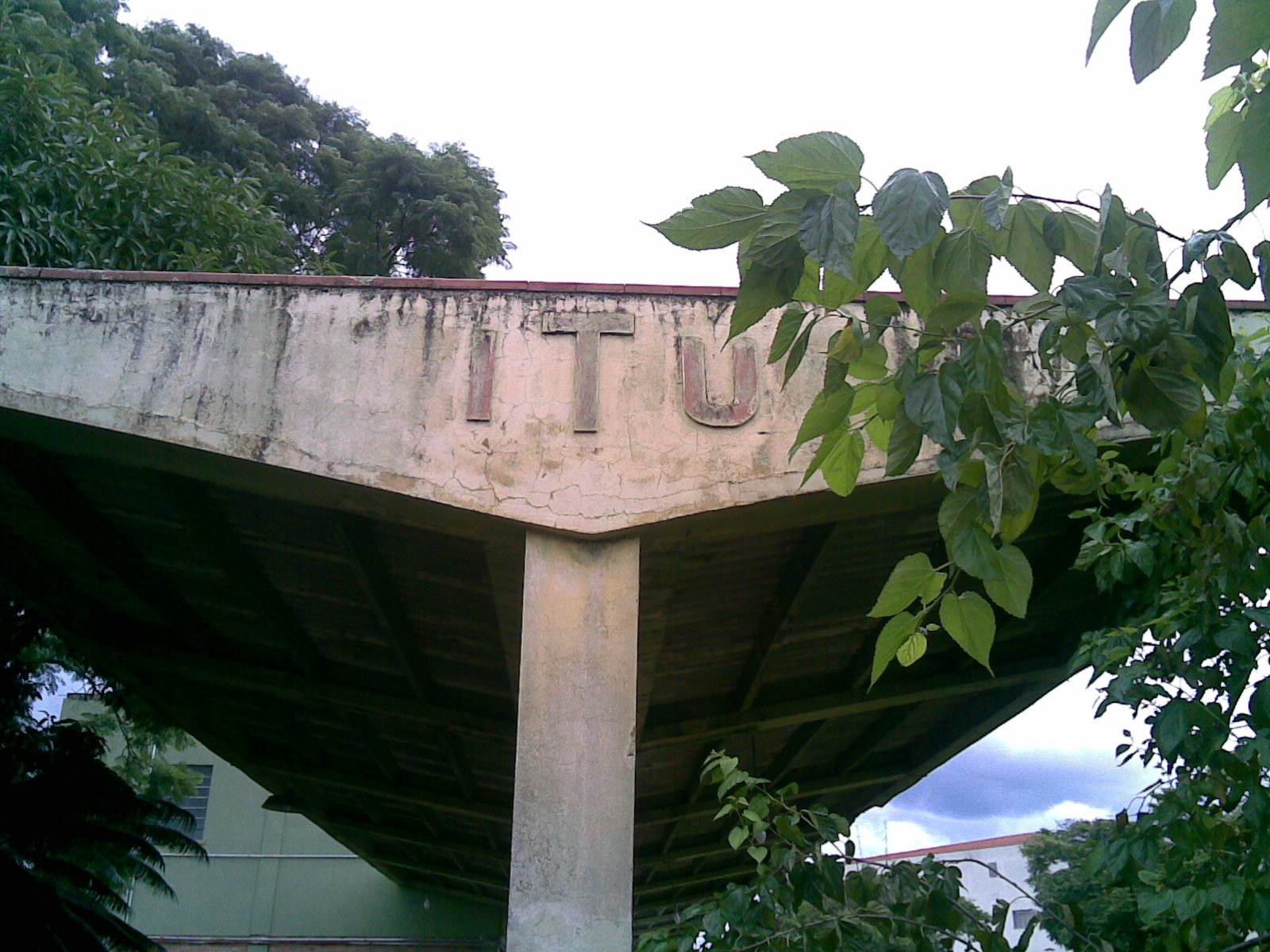
Identificação da antiga estação ferroviária de Itu
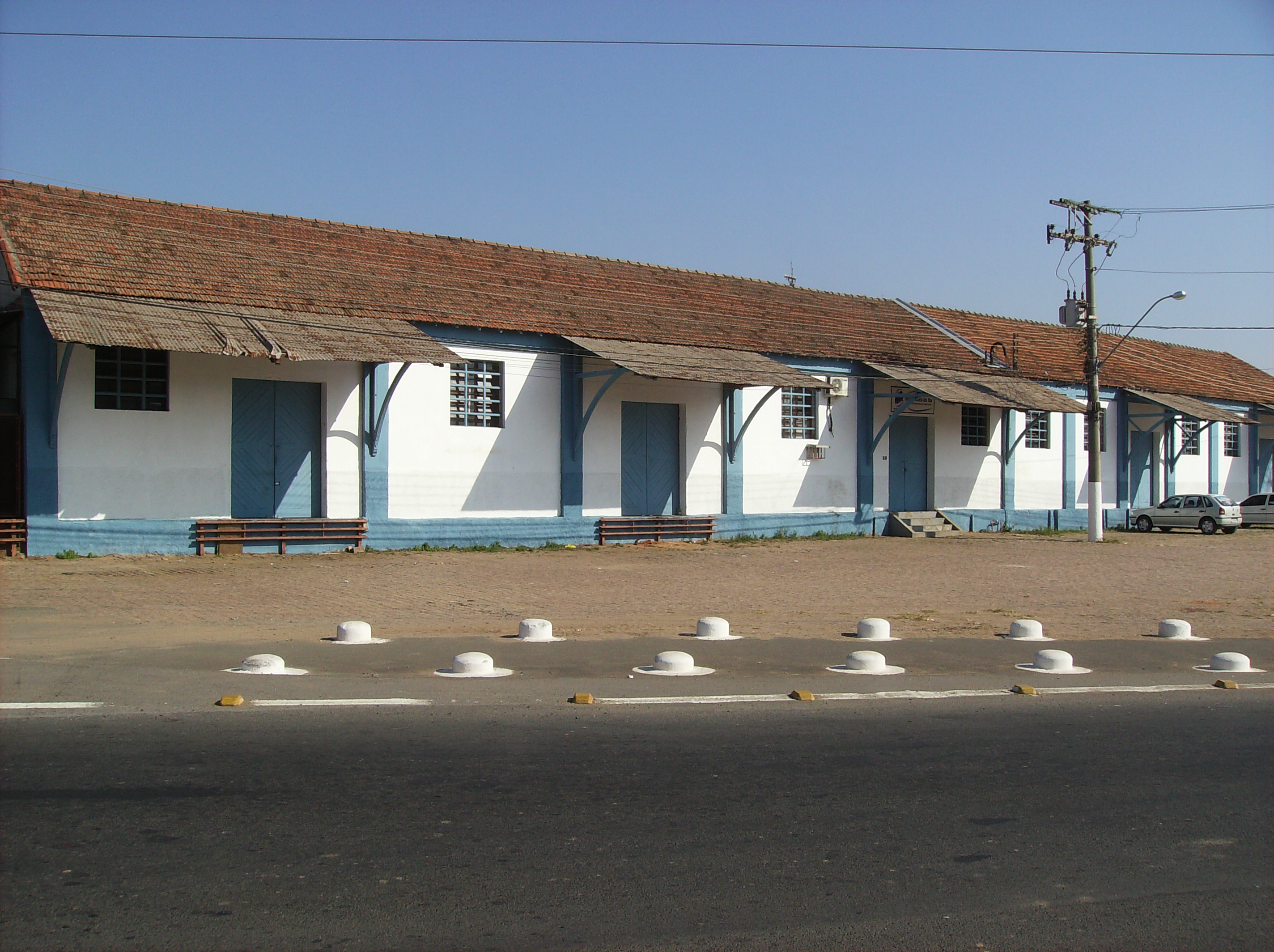
Armazém da antiga estação ferroviária de Itu
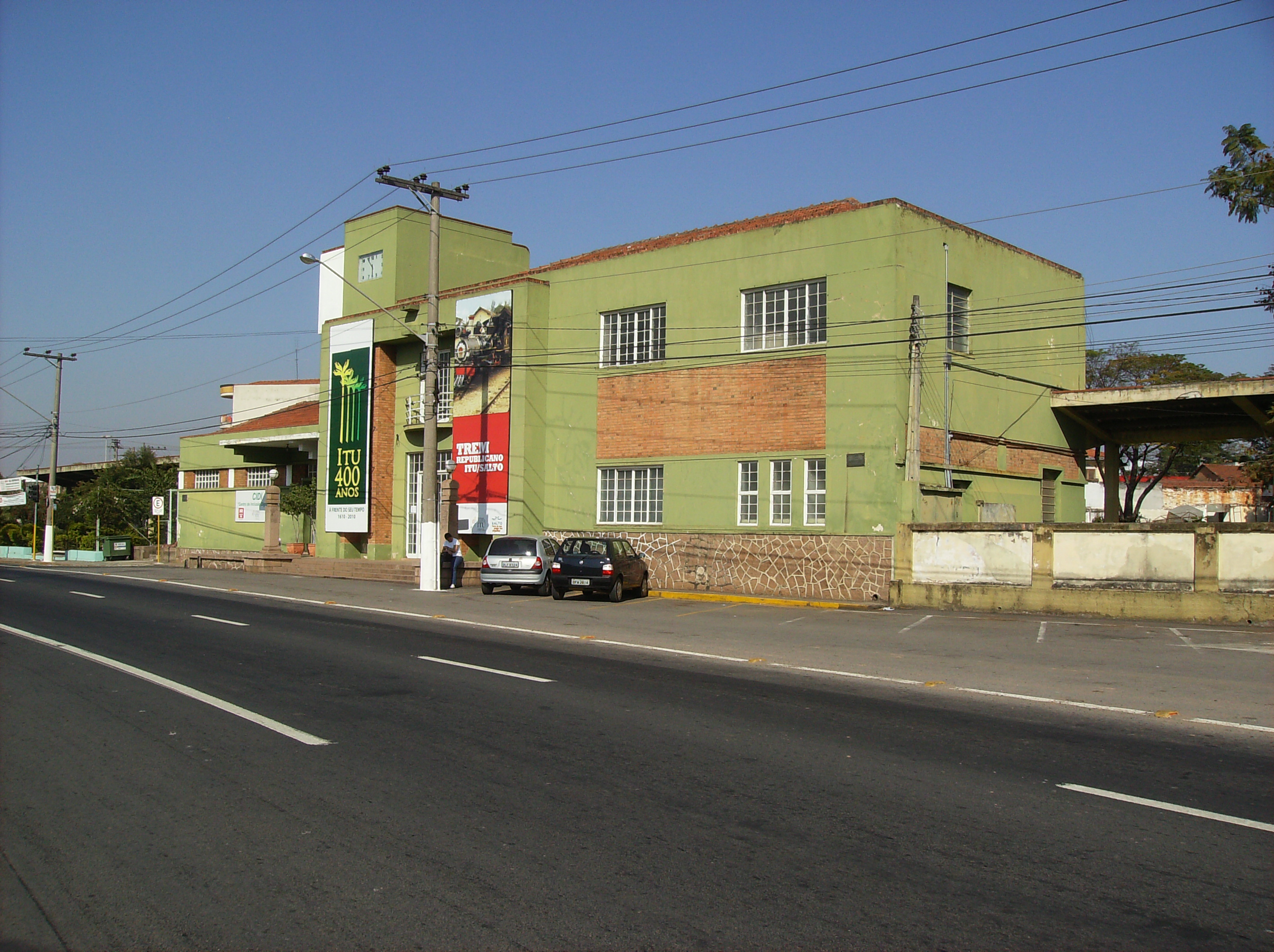
Antiga estação ferroviária de Itu
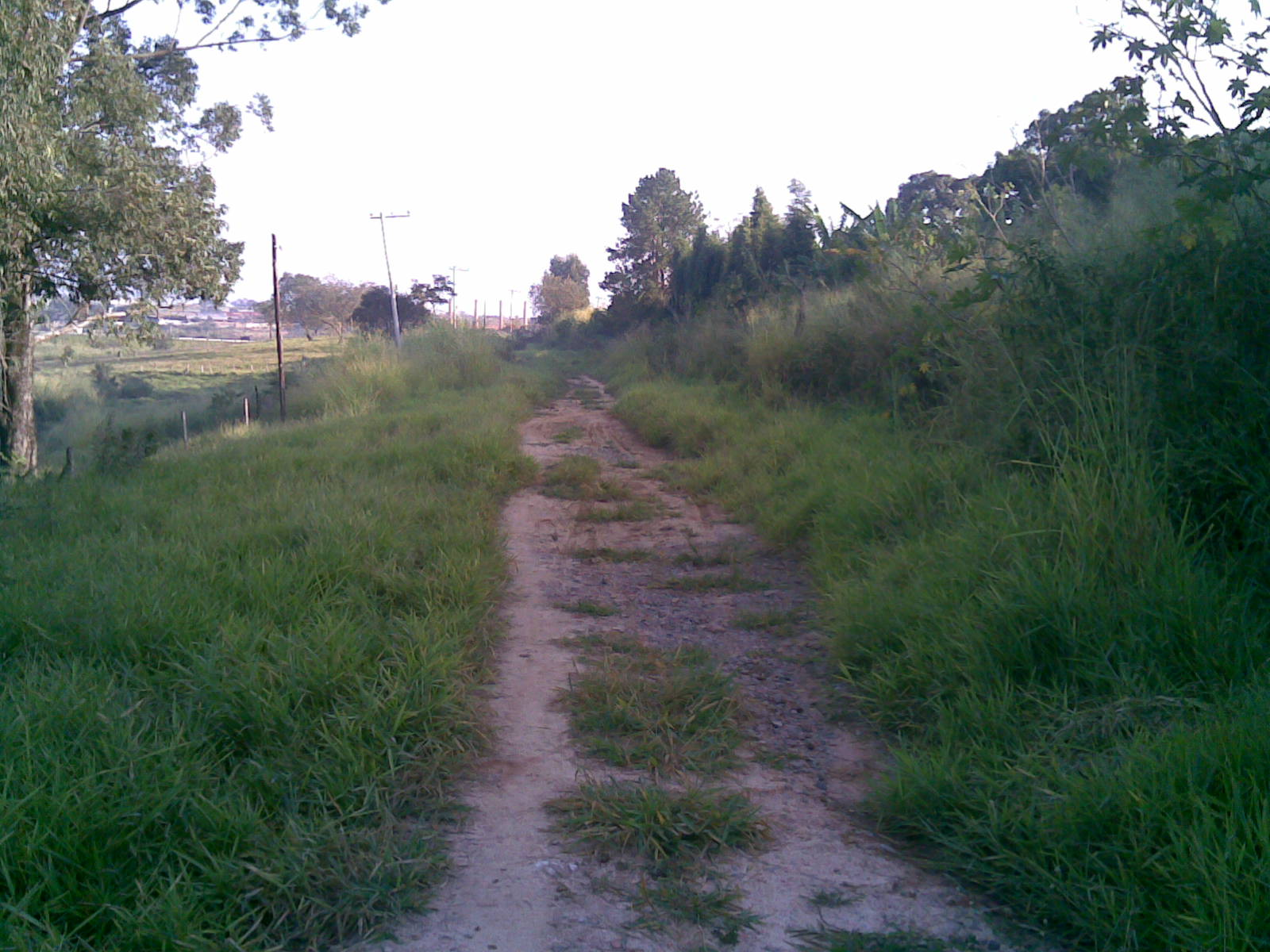
Antigo traçado da Ytuana em Itu
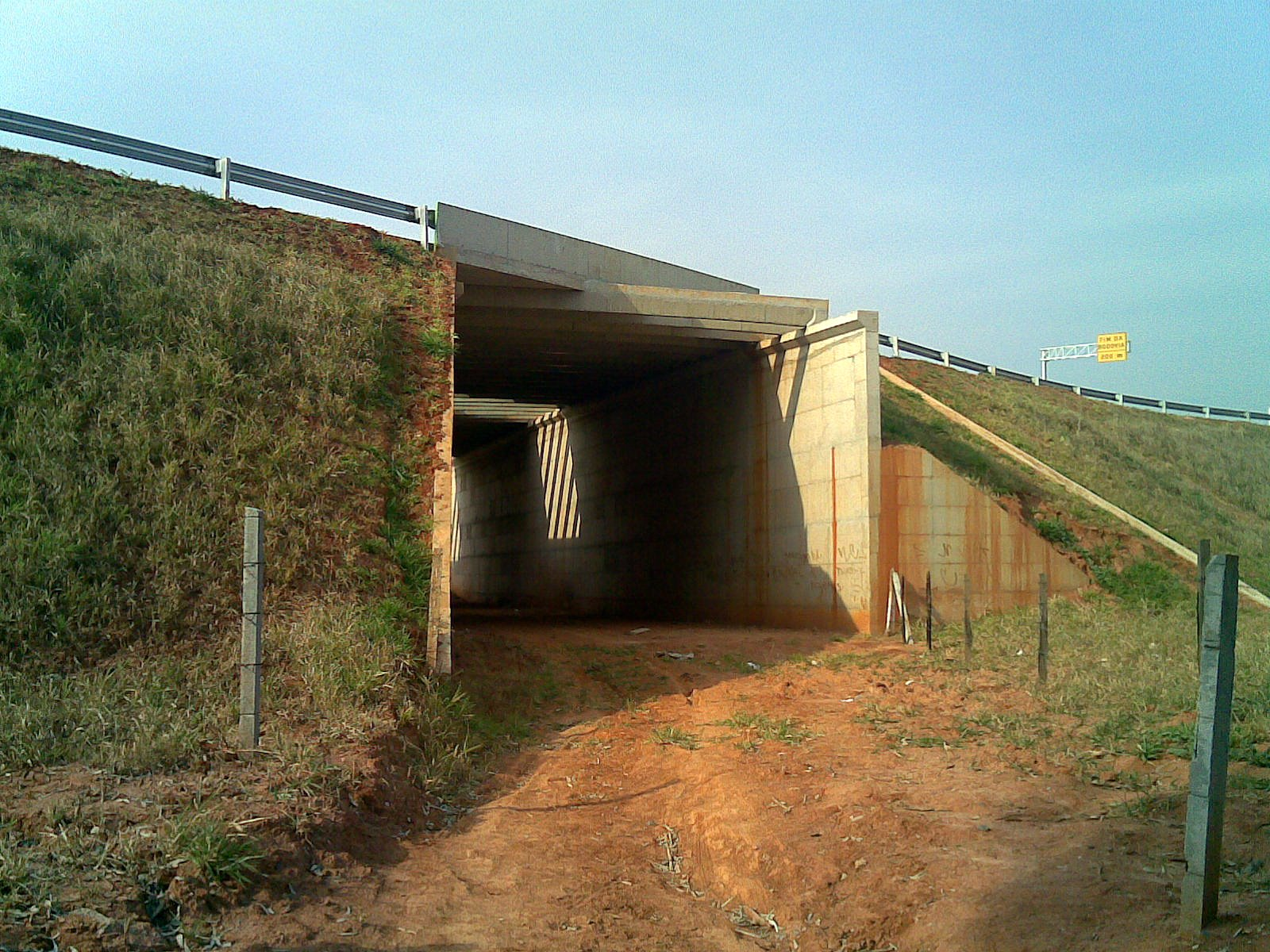
Antigo traçado da Ytuana em Itu
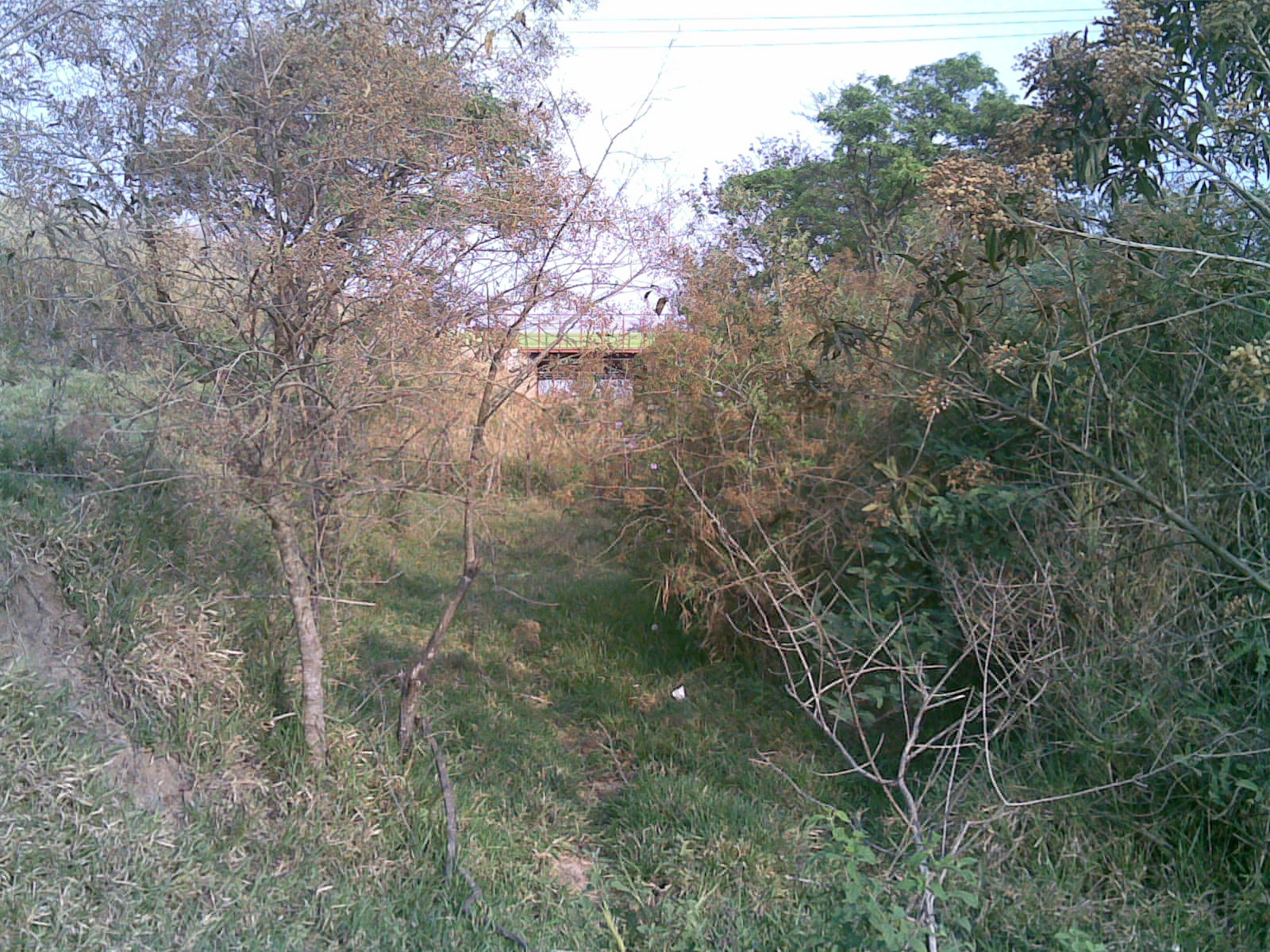
Antigo traçado da Ytuana em Salto
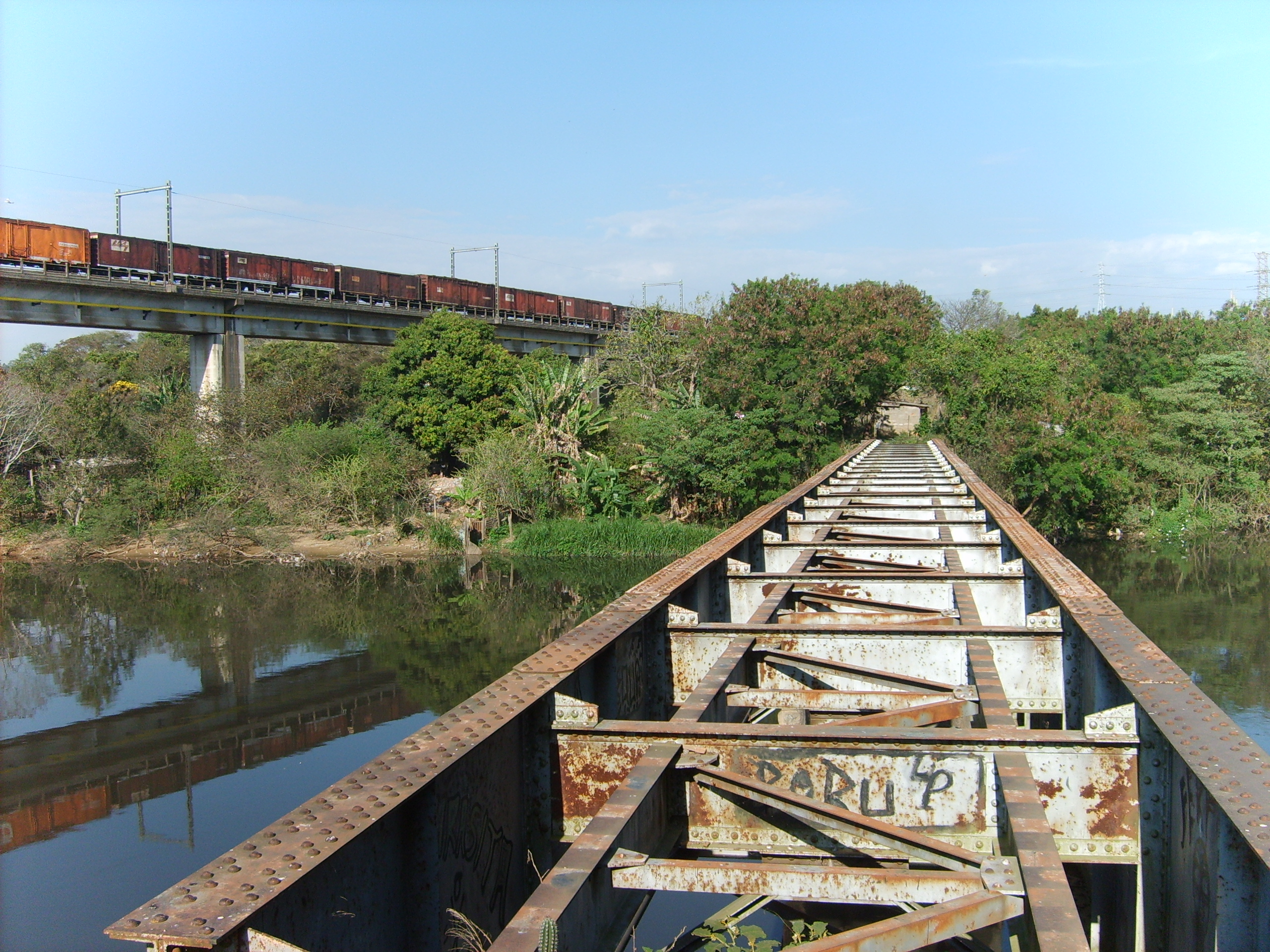
Pontes ferroviárias sobre o Rio Tietê em Salto
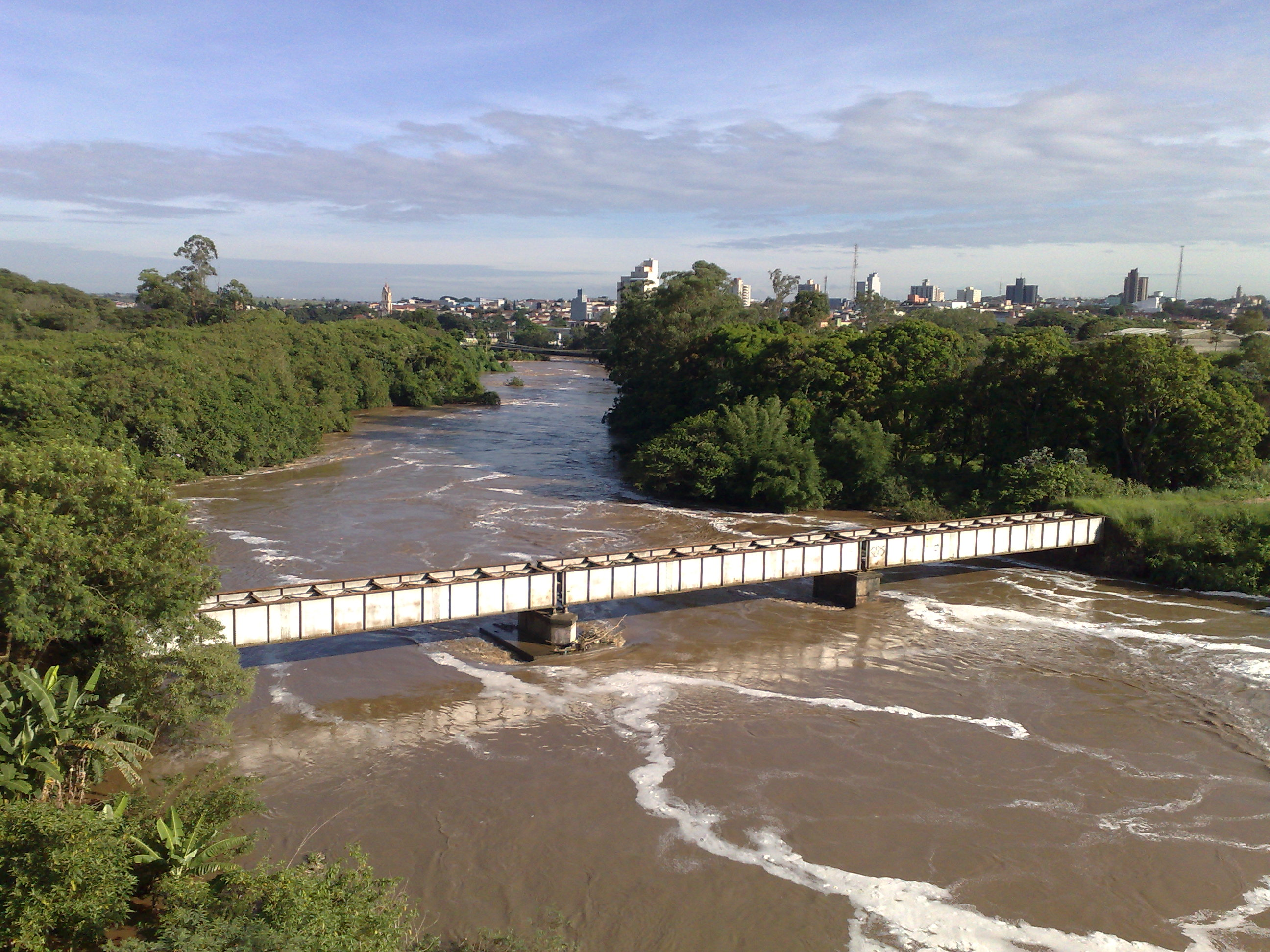
Ponte ferroviária da Ytuana sobre o Rio Tietê em Salto
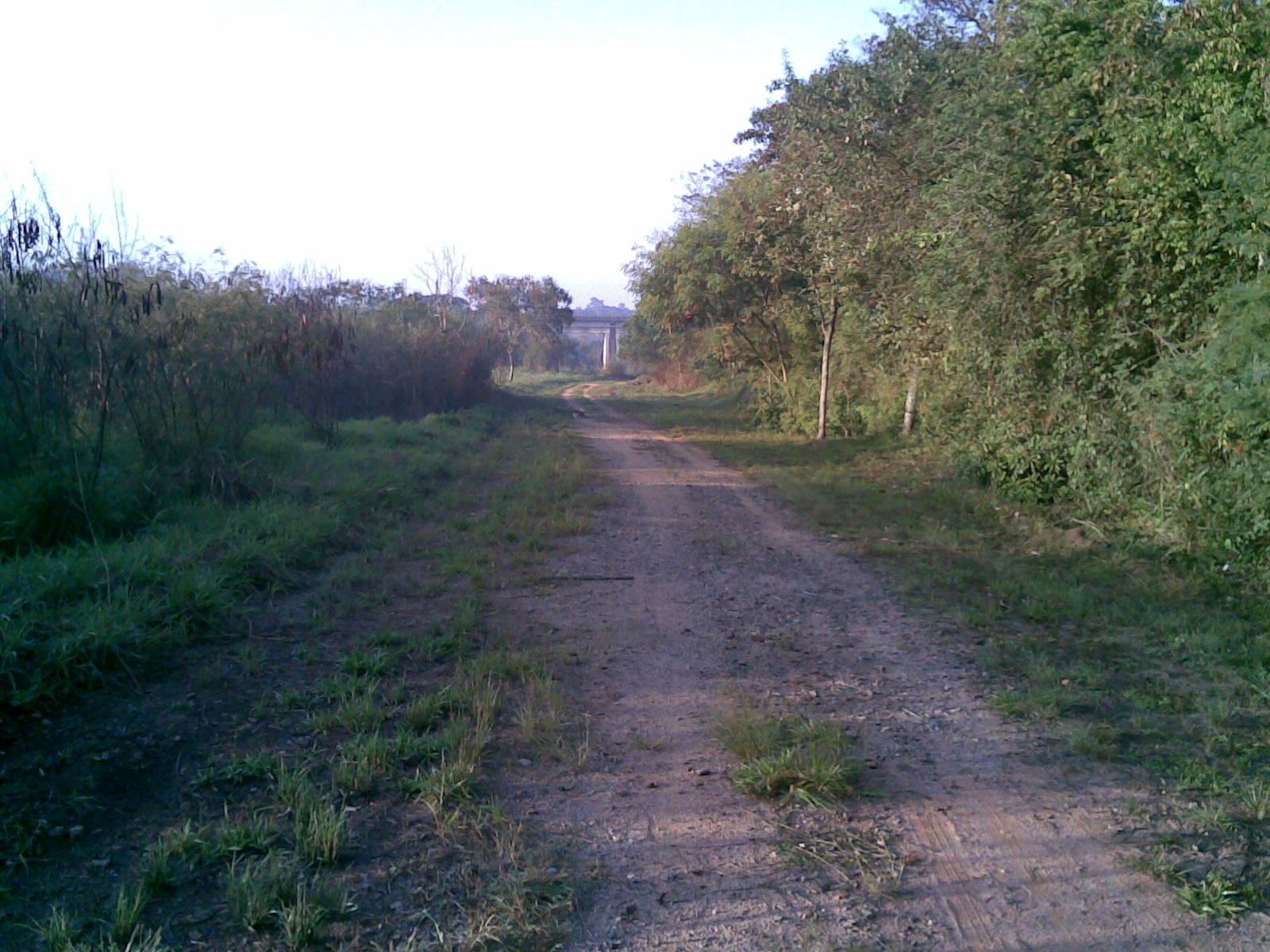
Antigo traçado da Ytuana em Salto
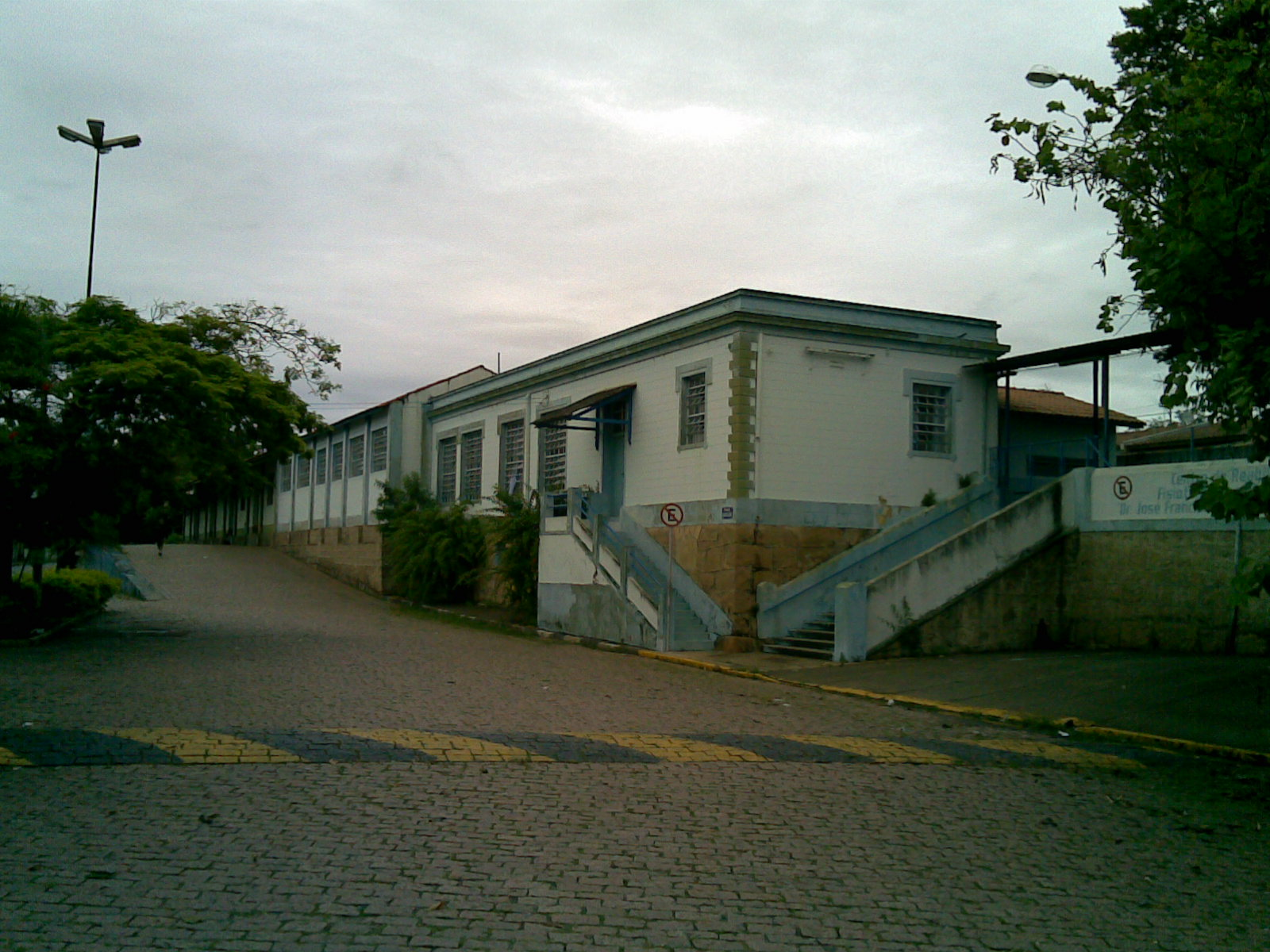
Antiga estação ferroviária de Salto
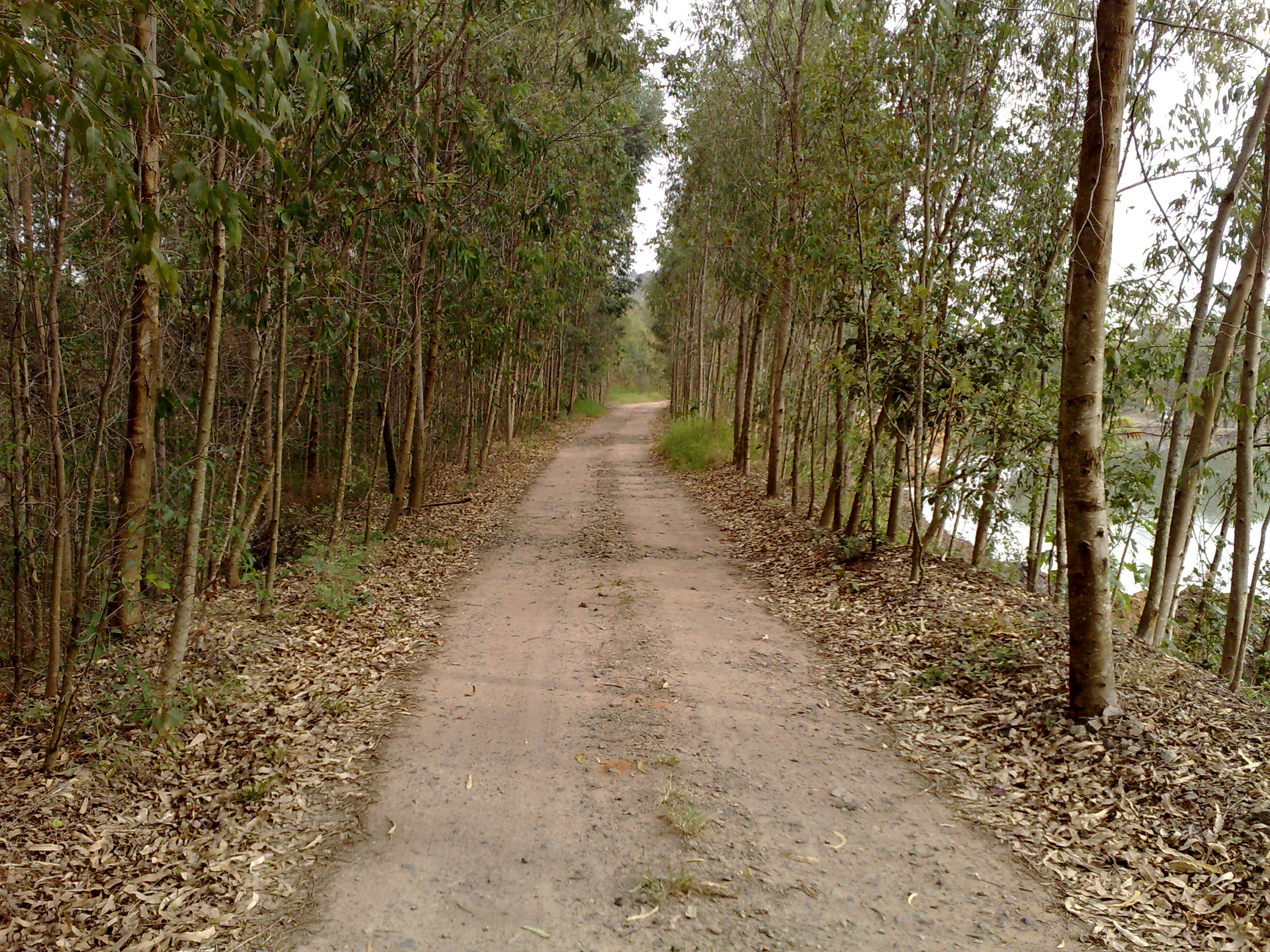
Antigo traçado da Ytuana próximo à foz do Ribeirão Piraí em Salto
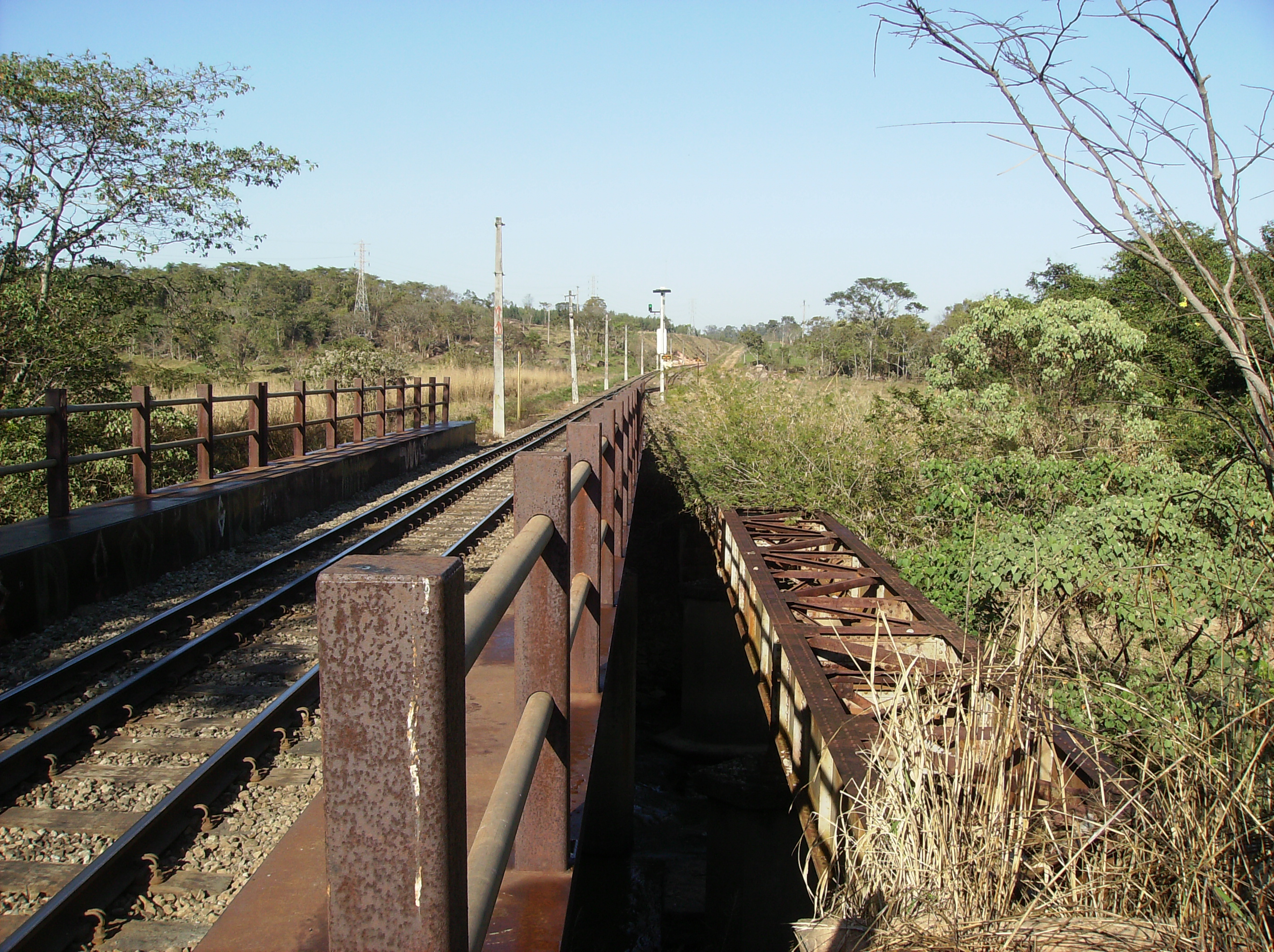
Pontes ferroviárias sobre o Ribeirão Piraí no limite dos municípios de Salto e Indaiatuba
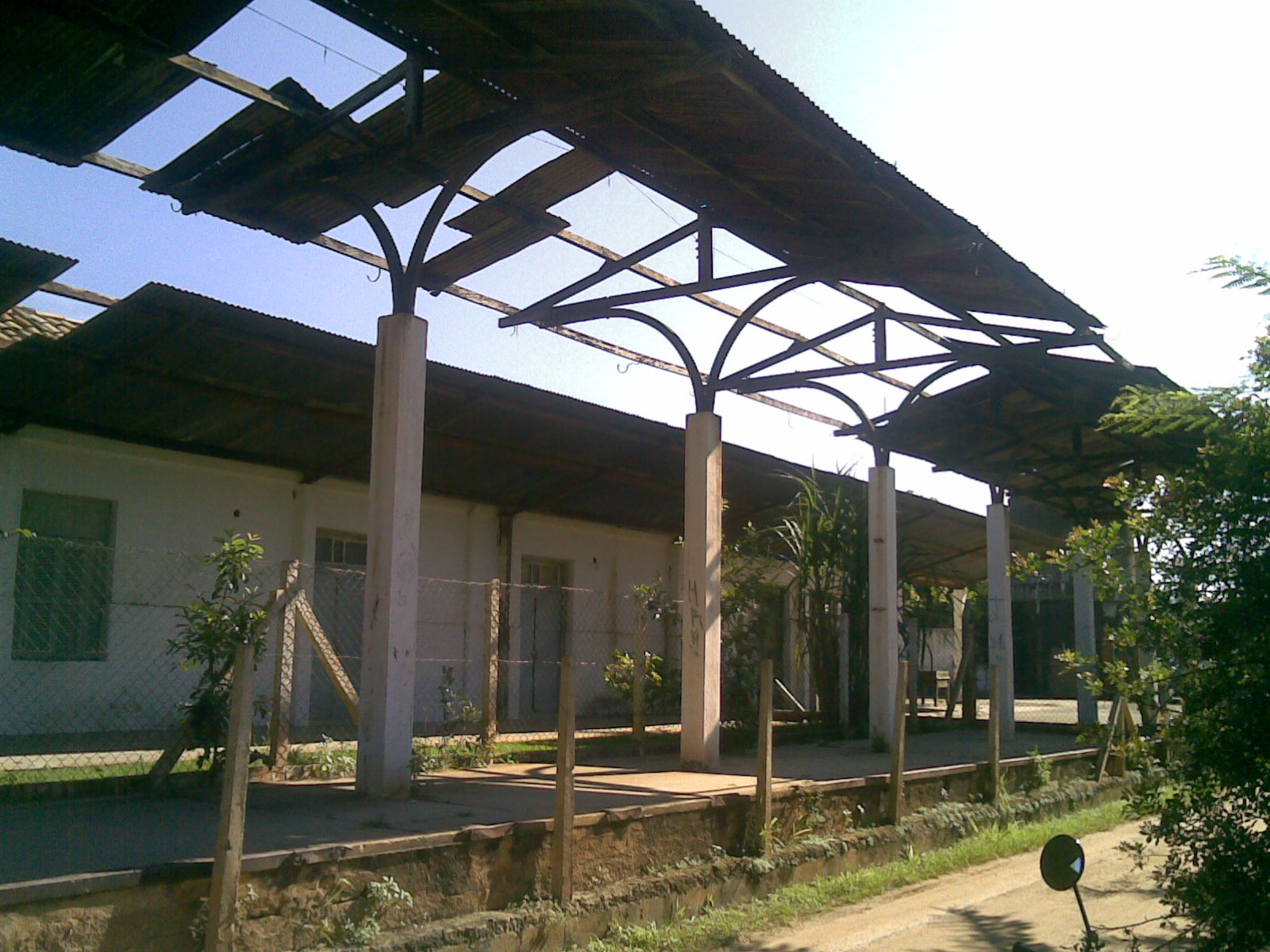
Estação Itaici do antigo traçado da Ytuana em Indaiatuba
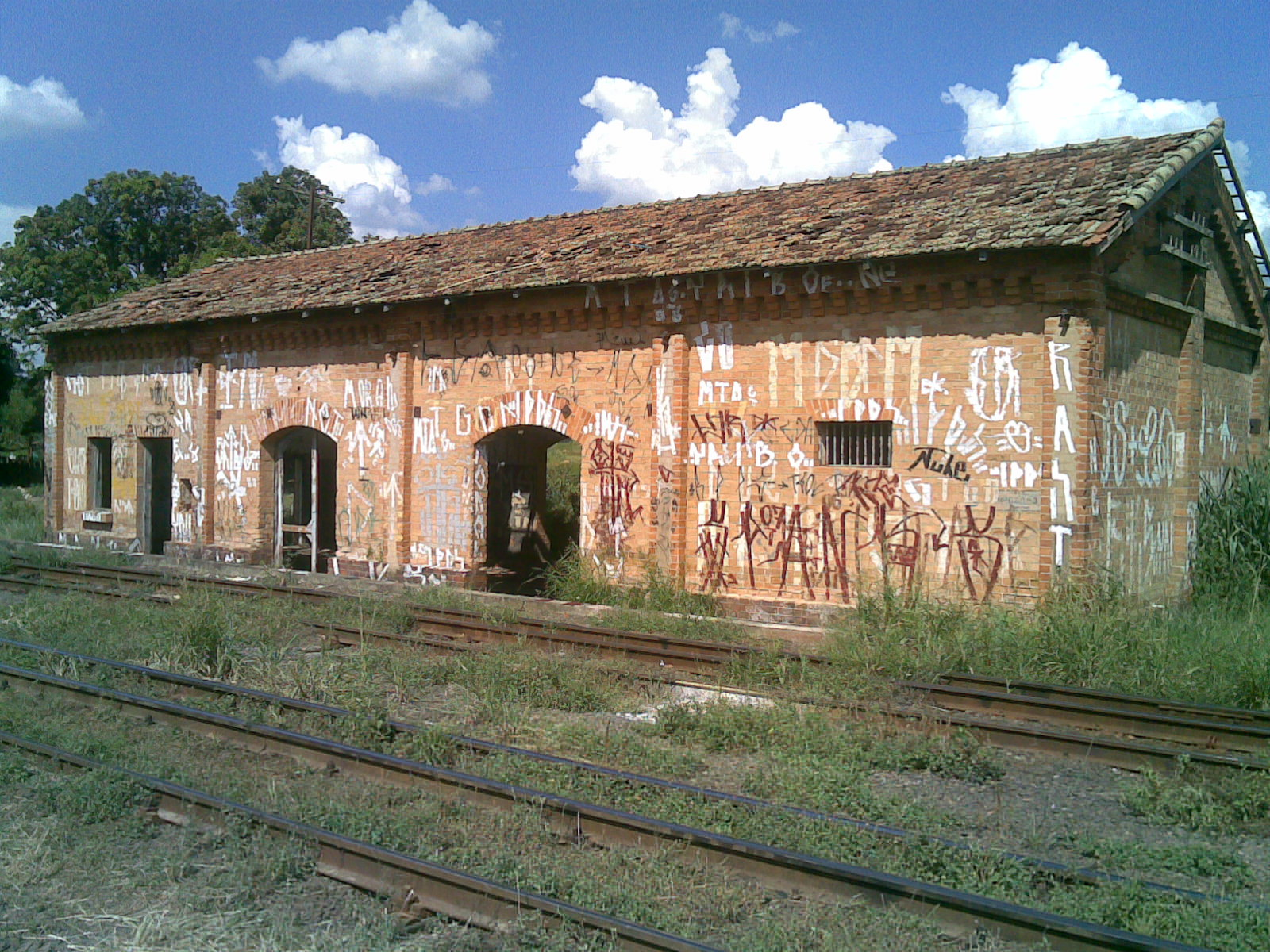
Estação Pimenta do antigo traçado da Ytuana em Indaiatuba
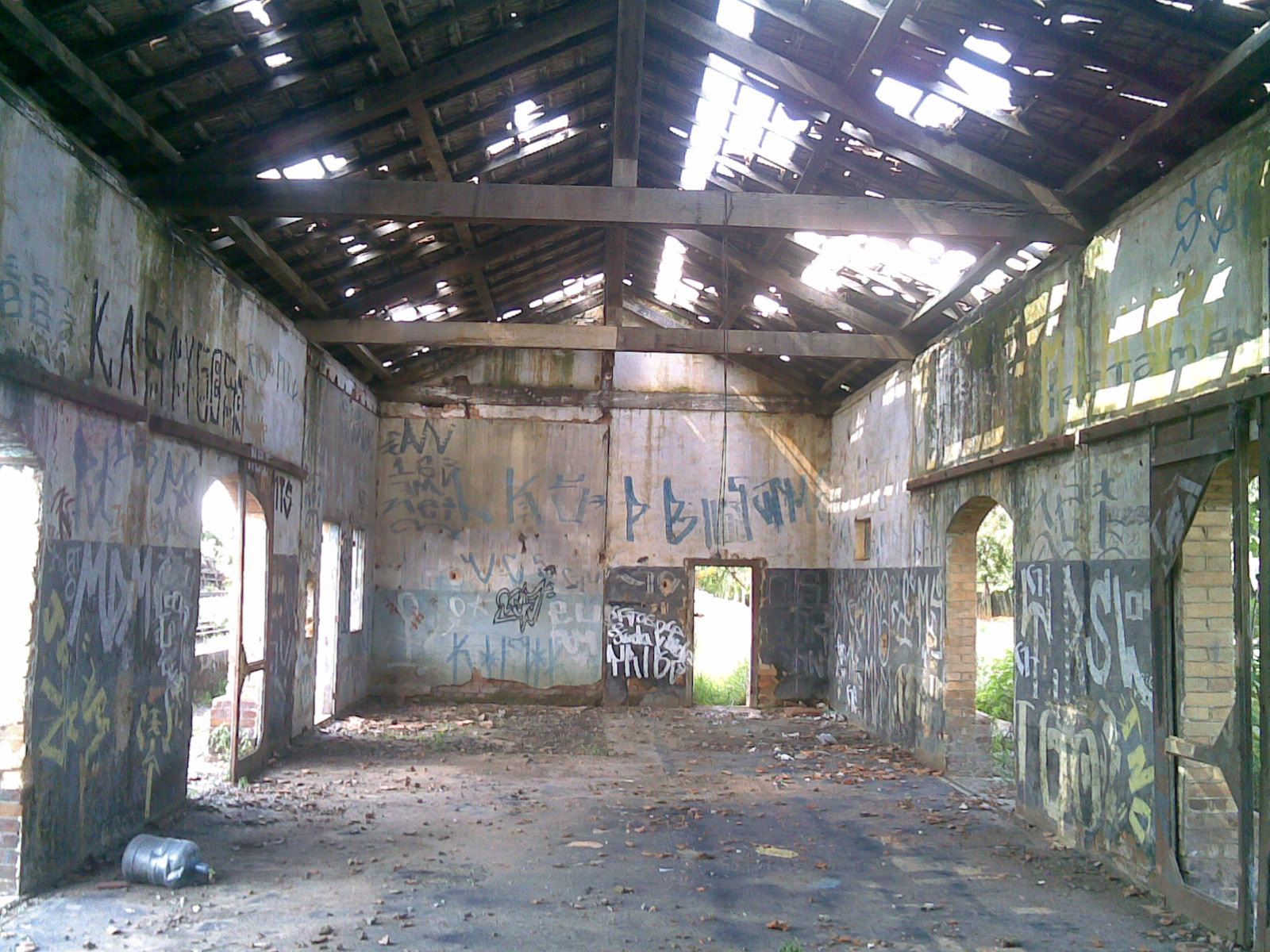
Interior da Estação de Pimenta em Indaiatuba
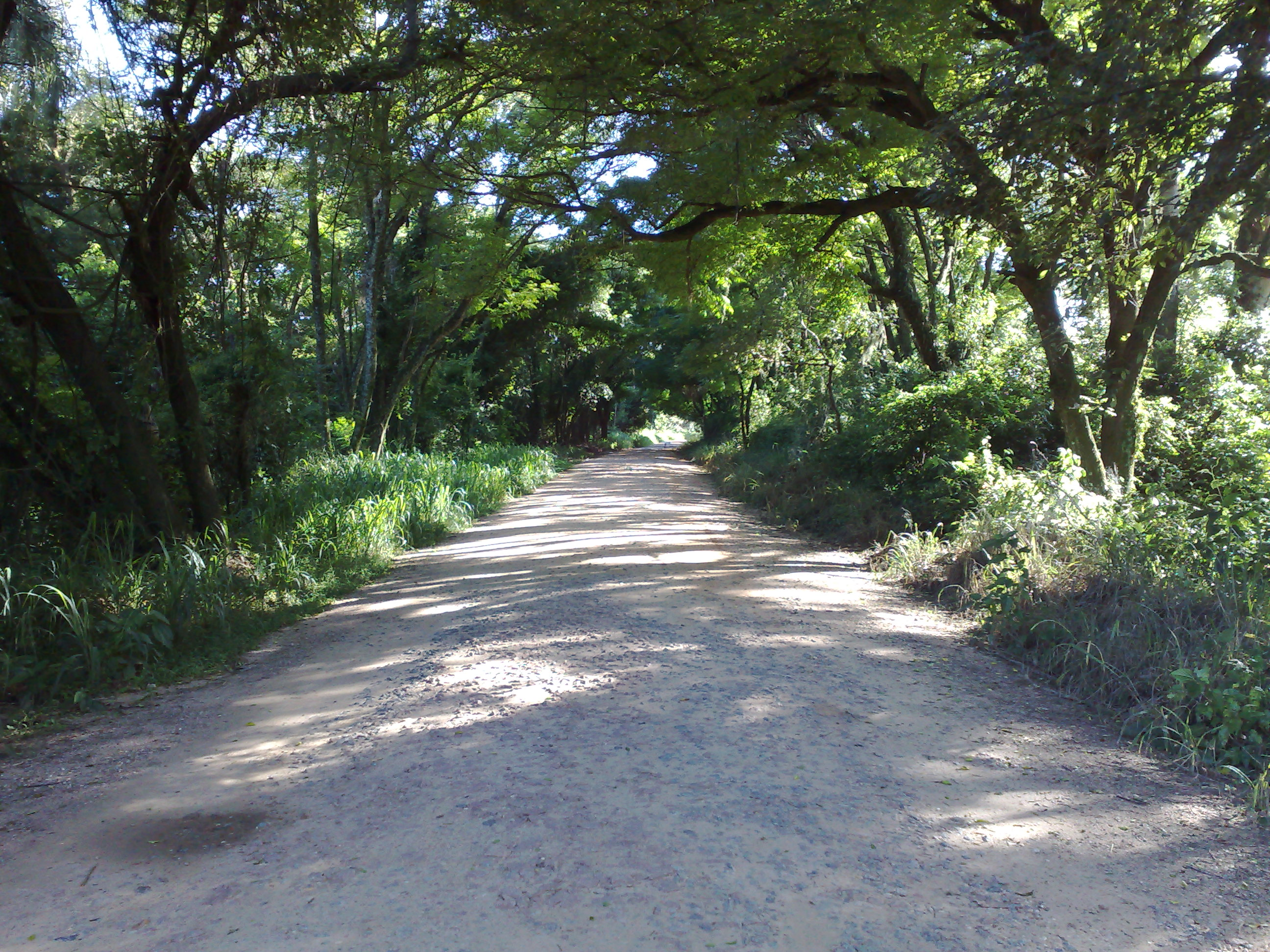
Antigo traçado da Ytuana em Indaiatuba
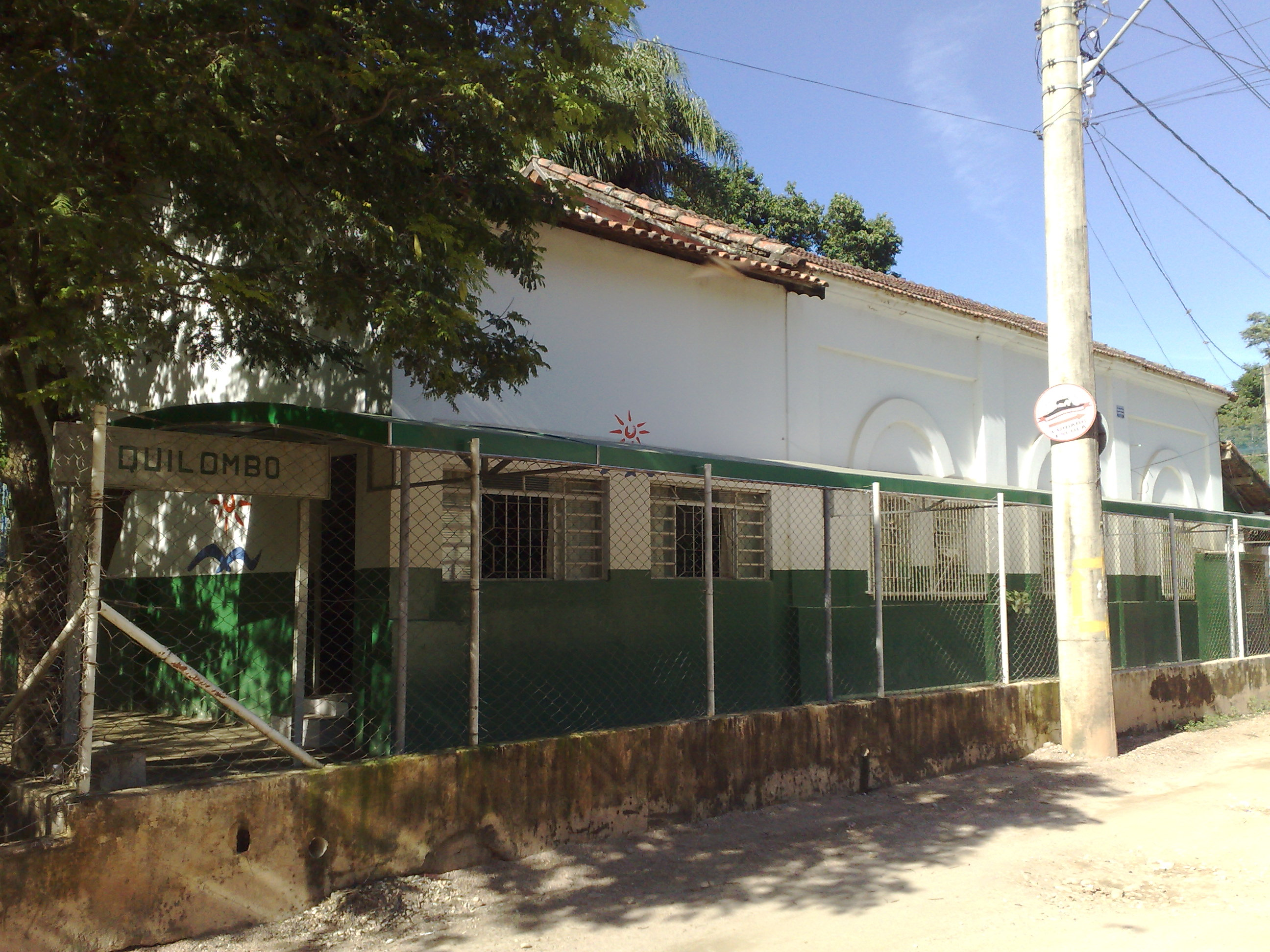
Estação Quilombo do antigo traçado da Ytuana em Itupeva
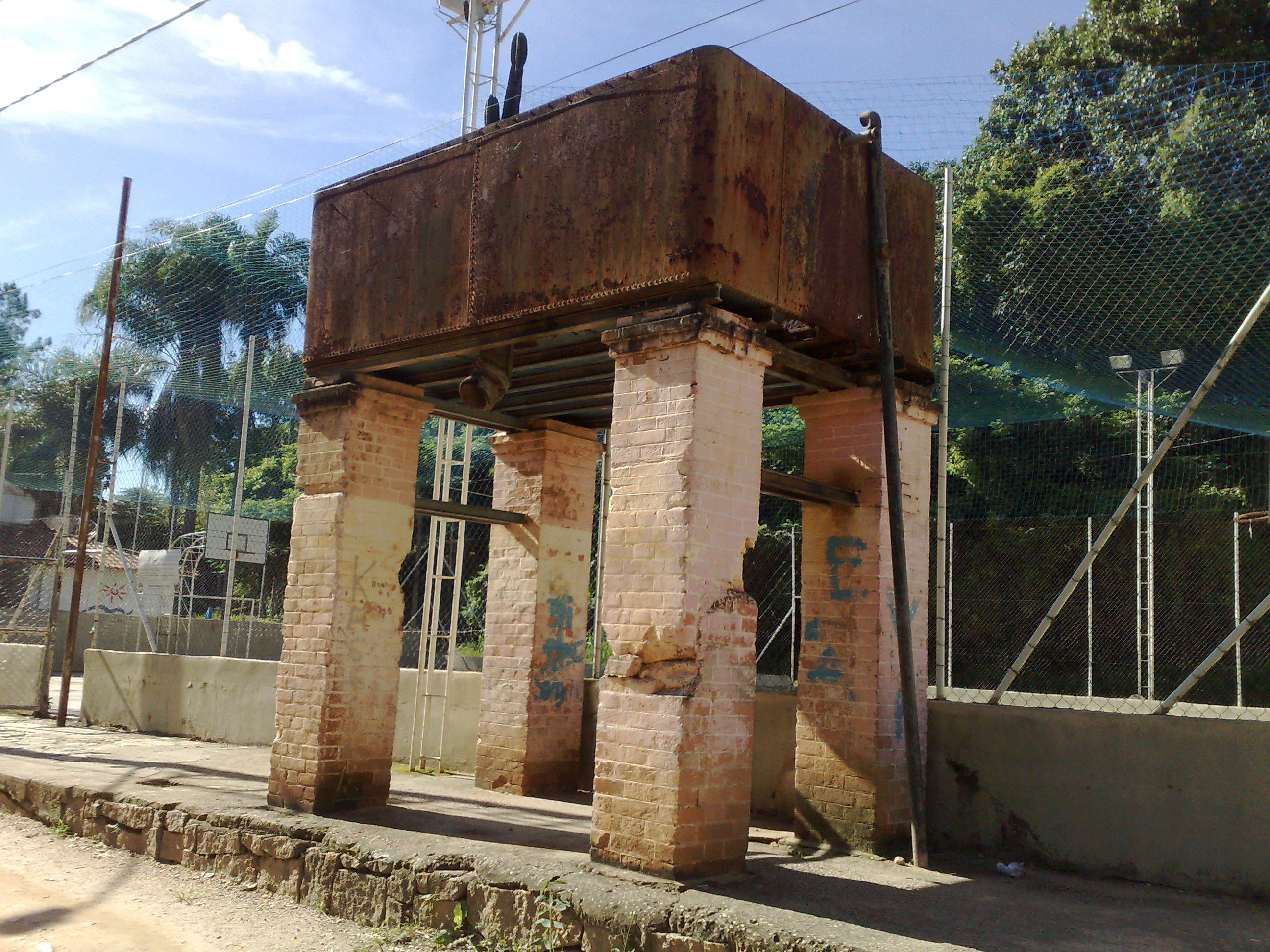
Caixa d'água da Estação Quilombo do antigo traçado da Ytuana em Itupeva
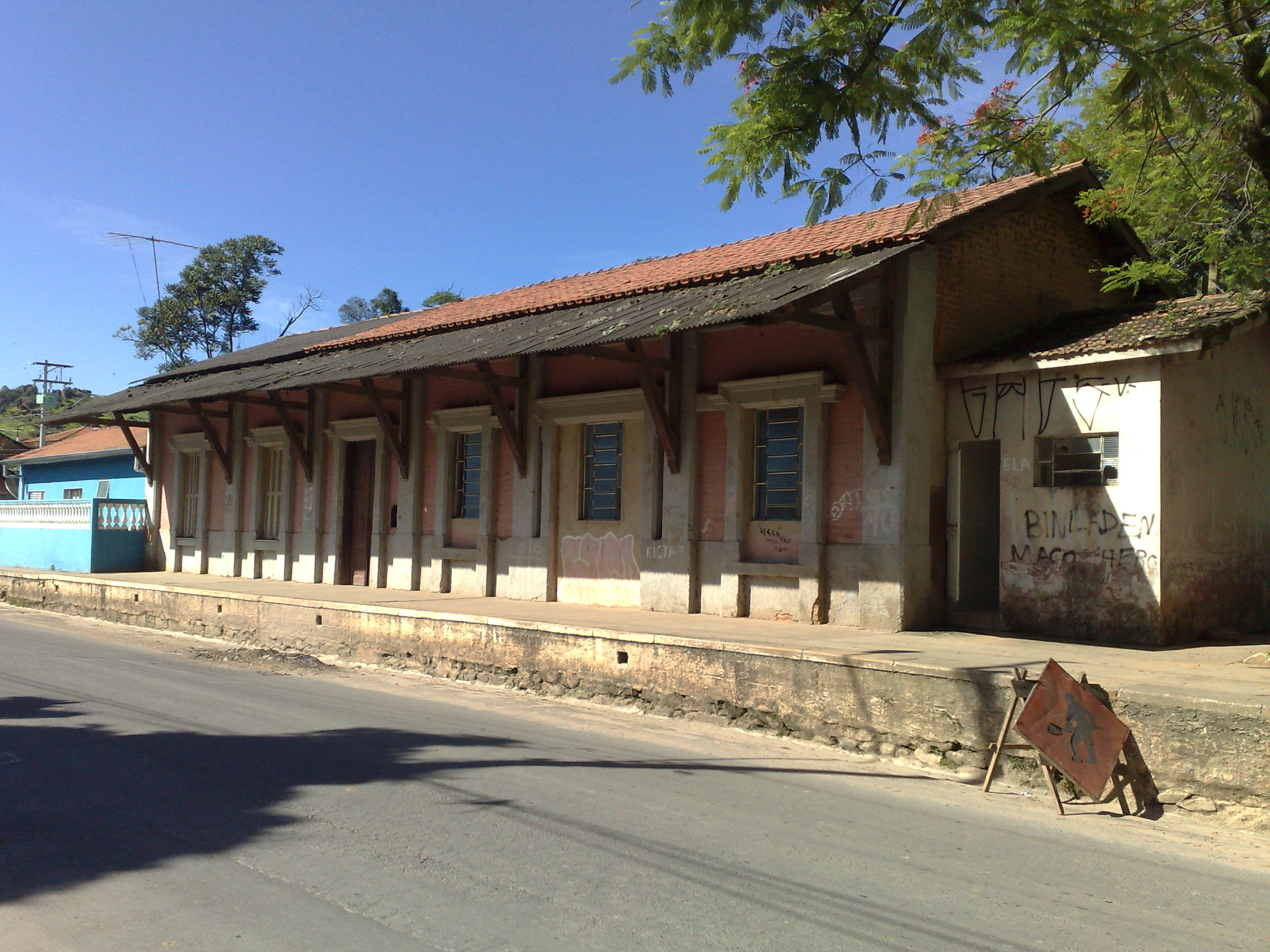
Estação Monte Serrat do antigo traçado da Ytuana em Itupeva
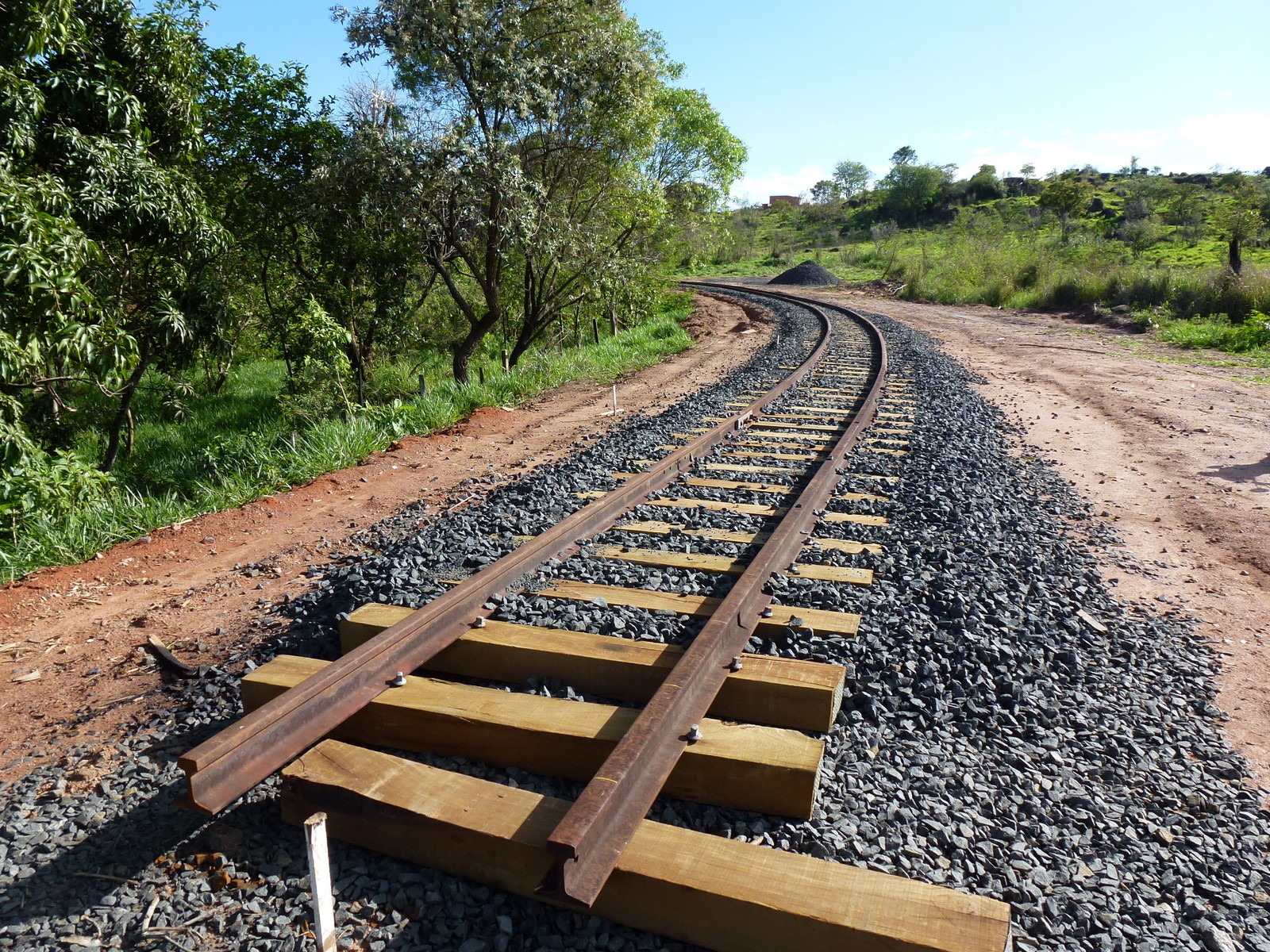
Trilhos implantados no Projeto Turístico Trem Republicano em Salto
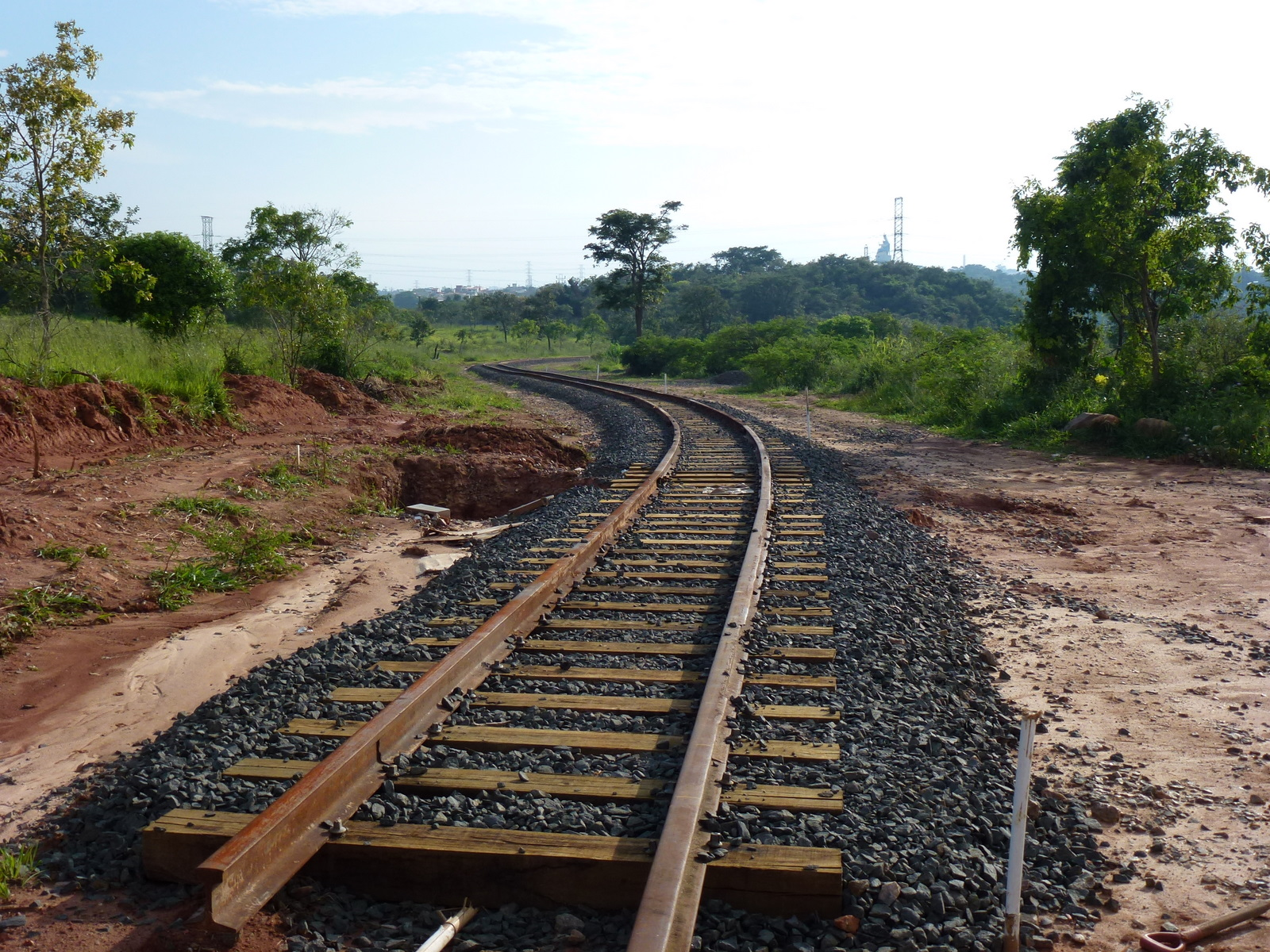
Trilhos implantados no Projeto Turístico Trem Republicano em Salto
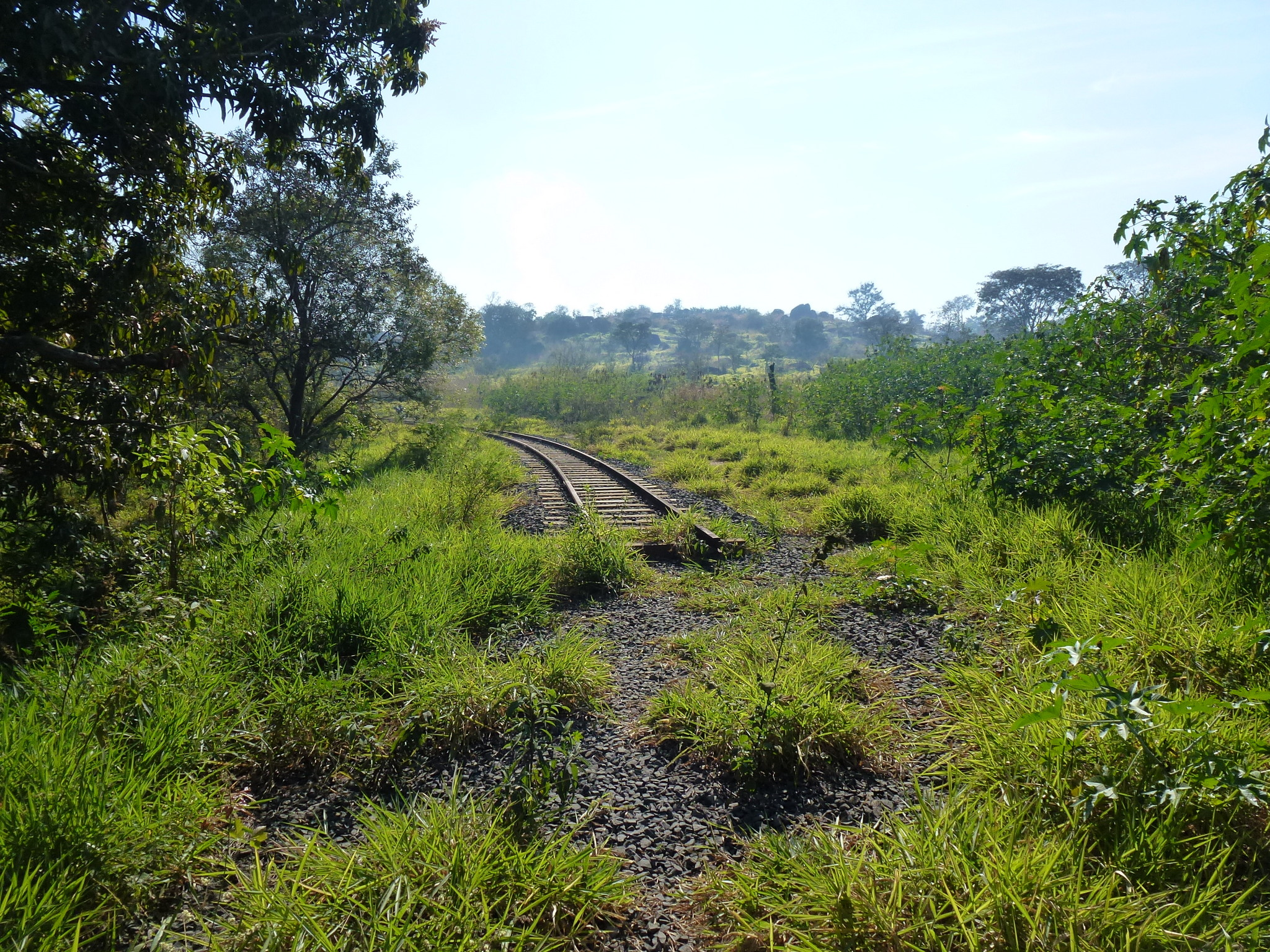
Trilhos implantados no Projeto Turístico Trem Republicano em Salto
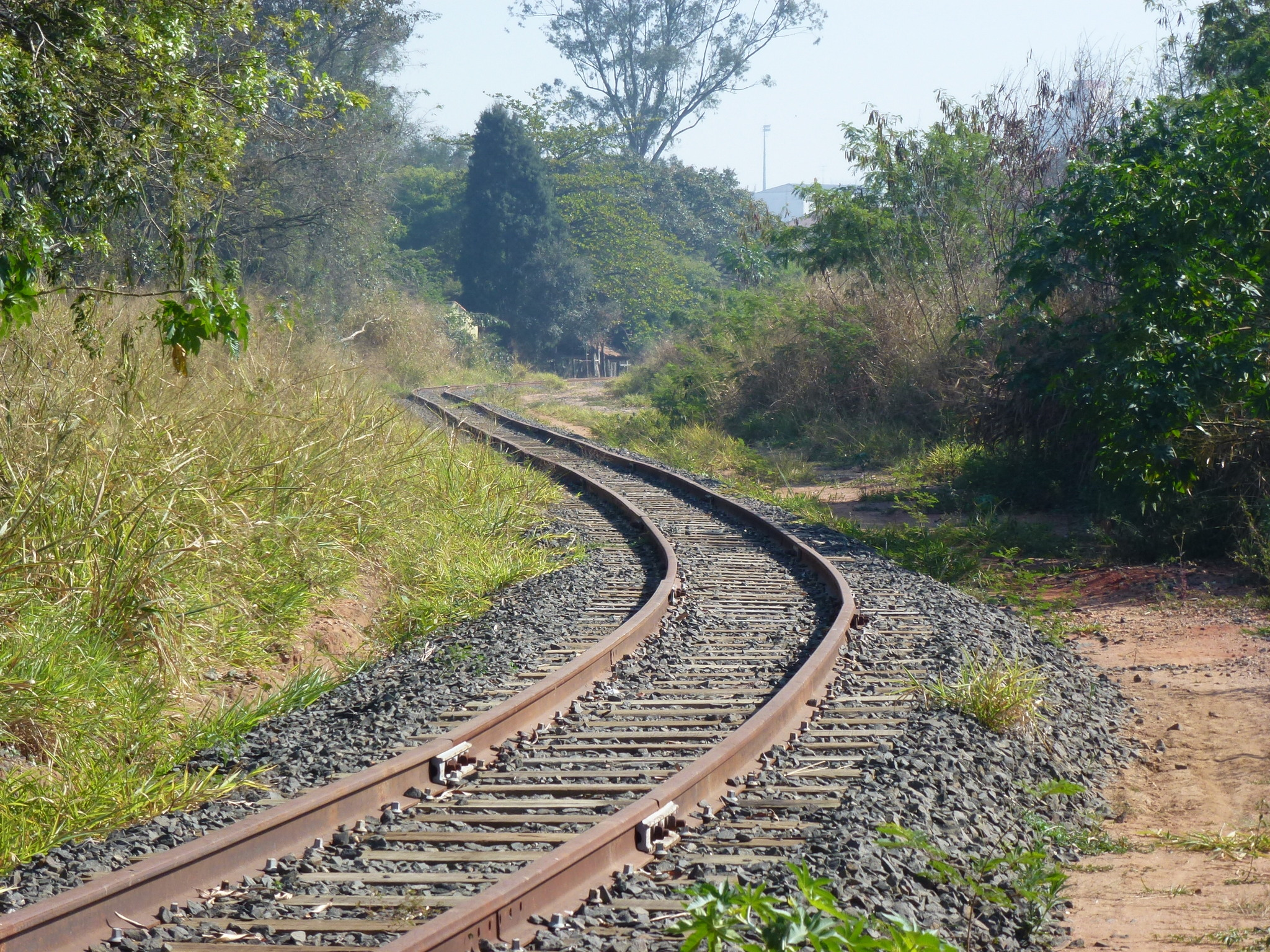
Trilhos implantados no Projeto Turístico Trem Republicano em Salto